# Нікополь
Нíкополь (до 1775 року — Микитин Ріг, у 1775—1782 роках — Слов'янськ) — місто в Україні, адміністративний центр Нікопольського району, Нікопольської міської громади та агломерації Дніпропетровської області.

## Назва
Назва до 1775 року — містечко (слобода) Микитин Ріг, у 1775—1782 роках — Слов'янськ, з 1782 року — Нікополь, назва запроваджена російською імператрицею Катериною II в рамках її «Грецького проєкту».
Офіційні українські назви міста у першій половині XX століття — Никопіль, Нікопіль.

## Географія
Місто Нікополь розташоване за 48 км від Запоріжжя та 63 км від Кривого Рогу, у південній частині Дніпропетровської області, на правому березі р. Дніпро. Місто посідає на четвертому місті за чисельністю населення Дніпропетровської області. Центр Нікопольського марганцевого басейну.
Клімат міста помірно-континентальний із посушливим літом та малосніжною зимою. Середньорічна температура повітря +9,2 °C. Суттєво впливає на клімат міста Каховське водосховище, створюючи додатковий тепловий ефект.
Фізико-географічна зона — Причорноморська низовина. Висота над рівнем моря в місті коливається від 13 до 78 м.
На одному з рукавів Дніпра — на косі біля річки Лапинки поблизу Нікополя є можливість побачити і почути досить рідкісне у світі явище — «співучі піски». Їх дивовижний «спів» можна чути після дощу, коли верхній шар злипається, і з нього утворюється тендітна кірка. Якщо пройтися нею, то можливо почути звуки на зразок свисту повітря, випущеного з автомобільної камери. Обсипаючися, пісок може видавати звук, який триватиме від декількох секунд до 15 хвилин.

## Історія

### Заснування
Заселення території, де розташоване сучасне місто Нікополь, за результатами археологічних досліджень належить до часів неоліту, доби міді-бронзи, скіфо-сарматського періоду. Вона була зручна для заселення внаслідок перетину саме тут торгового водного (по Дніпру) та сухопутного шляхів, зокрема відомого в VI—XIII століть «із варяг у греки» та Соляного з Криму. Тривалий час (із IV по XIV століття) цей край входив до складу володінь різних кочових народів — гунів, аварів, болгар, хозар, угрів, печенігів, половців, ногайців. Це була південна точка улусу Мамая.

### Козацька доба
Наприкінці XV століття землі за Дніпровими порогами починають освоювати українські козаки. Наприкінці XVI століття на місці сучасного Нікополя існувала козацька переправа через Дніпро — Микитин Ріг. Святим покровителем Нікополя є Святий Микита. Перше документальне свідчення про цю переправу є у щоденнику посла німецького імператора Еріха Лясоти, який побував у Запорізькій Січі 1594 року.
У 1639—1652 роках у районі Микитиного Рогу (в парку Перемоги — центр сучасного міста) була розташована Микитинська Січ або ще Першою чи Старою. Саме сюди 1647 року, рятуючись втечею від переслідувань коронного уряду, прибув Богдан Хмельницький. Під його керівництвом у січні 1648 року козаки розгромили гарнізон коронних військ, який стояв на Січі. Тут же Хмельницького, на початку лютого 1648 року, було обрано гетьманом України.
У джерелах 1652 року згадується невелике поселення Микитине, розташоване в цій же місцевості. За умовами Андрусівського договору у Микитиному козаки, що їздили по сіль до Криму, мали переправлятися через Дніпро. З цього часу в документах поселення згадується під назвою Микитинський Перевіз. Січ звідси була перенесена на острів Чортомлик 1652 року.

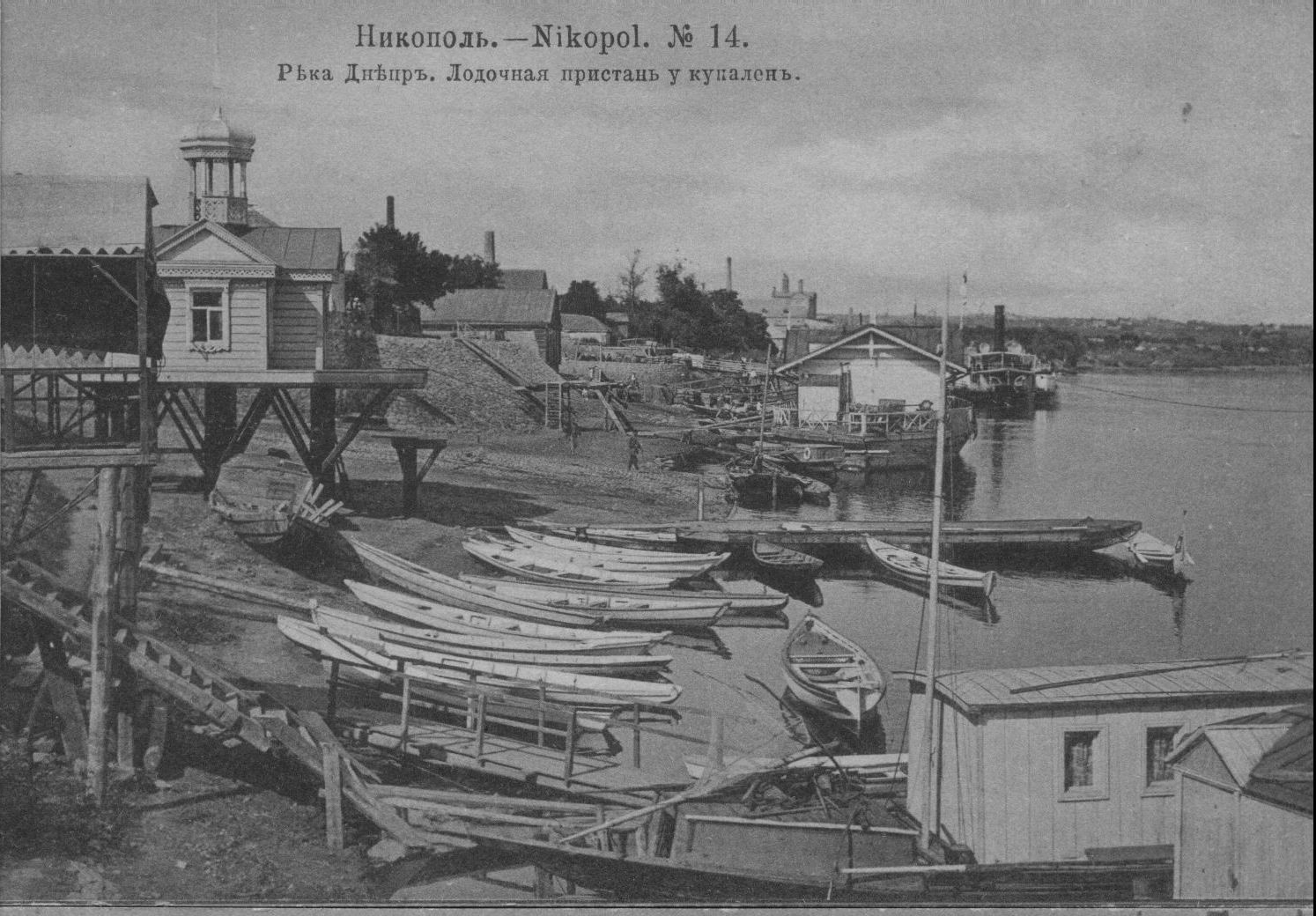
Нікопольська пристань наприкінці XIX століття
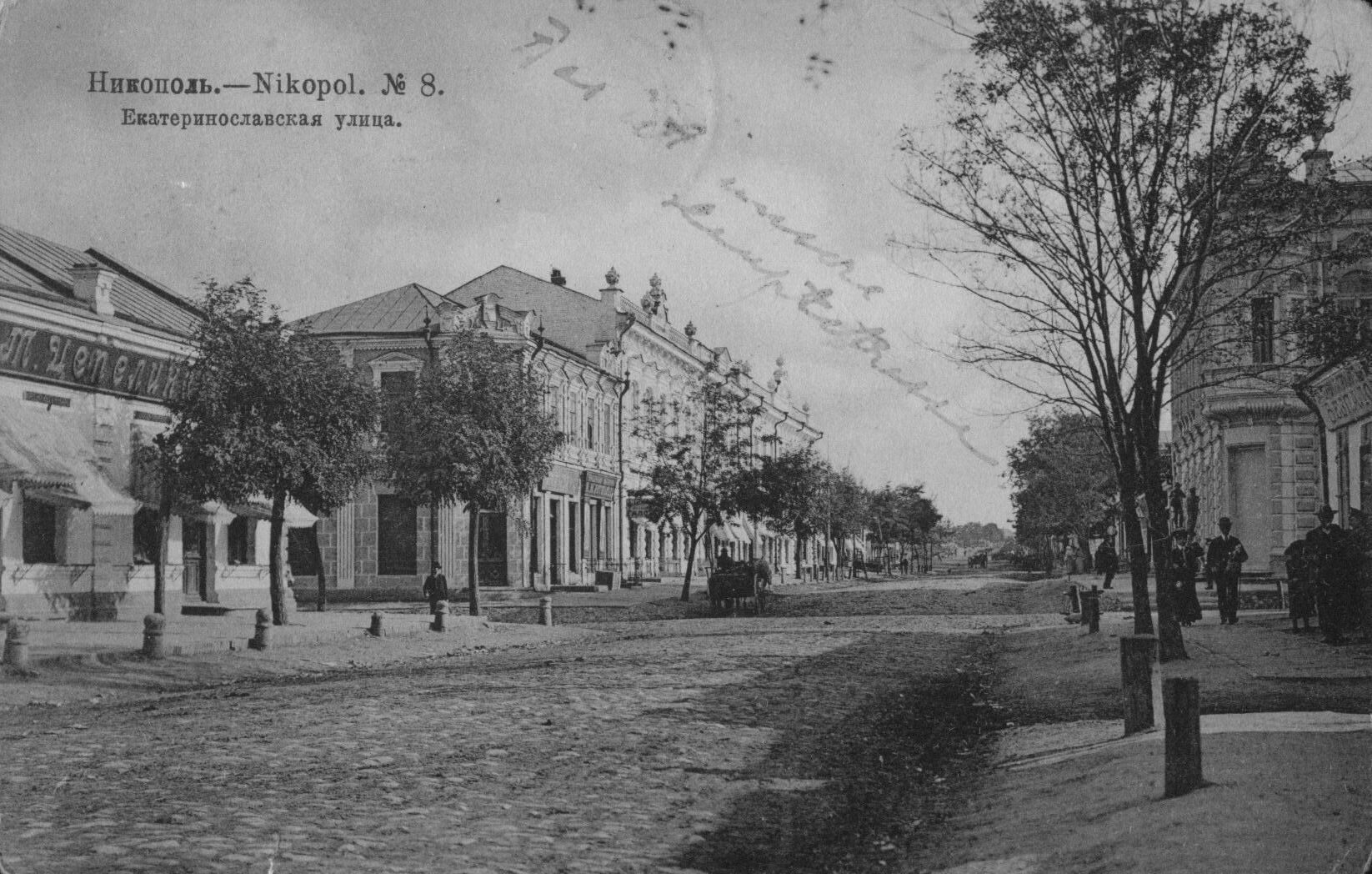
Вулиця Єкатеринославська (нині — Микитинська) наприкінці XIX століття
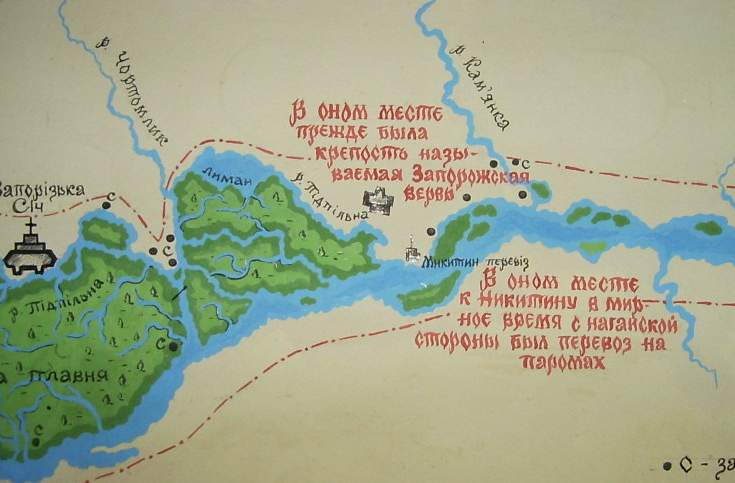
Микитинський Перевіз

1764 року російський уряд ухвалив рішення про будівництво в цій місцевості пристані з фортецею. 1779 року розпочалося спорудження фортеці, якій було дано назву Слов'янськ. За наказом новоросійського губернатора Григорія Потьомкіна разом з фортецею мали побудувати і місто Слов'янськ, майбутній центр губернії. Але ні фортеці, ні міста так і не було збудовано. 1782 року поселення було перейменоване на Нікополь (з грец. «місто Микити»). На той час у ньому налічувалося 200 будинків, переважно запорозьких козаків, які переселилися до містечка після зруйнування Нової Січі.

### Російська імперія
Мешканці Нікополя займалися в основному торгівлею, рільництвом та рибальством. В описі до атласу Новоросійської губернії за 1798 рік зазначено, що у казенному містечку Нікополі було три водяні млини, 21 вітряк. Містечком проходив чумацький шлях, яким возили сіль з Криму.
У першій половині XIX століття Нікополь починає розвиватися як торгово-ремісниче містечко. Важливу роль у цьому відігравала Нікопольська пристань. Щороку тут відбувалося 4 ярмарки. Першим заводом у 1832 році став цегляний. 1836 року було засновано матроський цех, який здійснював перевезення товарів водними шляхами. З 1853 року почалося регулярне судноплавство з Нікополя до Одеси.
Станом на 1886 рік у колишньому власницькому містечку, центрі Нікопольської волості Катеринославського повіту Катеринославської губернії, мешкало 6570 осіб, налічувалося 1251 дворове господарство, існували 2 школи, салотопний завод, 2 цегельних заводи й 2 крамниці.
В той же час у географічному словнику Польського королівства та інших слов'янських країн вказується, що в місті було 2 церкви та 2 синагоги, а що до населення, наводиться цифра в 9700 осіб.
За переписом 1897 року кількість мешканців зросла до 17097 осіб (8276 чоловічої статі та 8821 — жіночої), з яких 13432 — православної віри, 3284 — юдейської.
В середині XIX століття у Нікополі з'явилися перші промислові підприємства — салотопні, цегельні, тютюнові. Населення поступово відходить від сільського господарства. На розвиток Нікополя мали великий вплив початок видобування марганцевої руди у басейні з 1886 року. З початком видобування руди засновані чавуноливарний і механічний завод Худякова (згодом завод «Більшовик»), який виготовляв дрібне обладнання для гірничої промисловості. 1895 року почав діяти ще один механічний завод Каршевських. Крім цих підприємств станом на 1896 рік у Нікополі діяло ще понад 20 невеликих заводів (цегельно-черепичний, олійний, миловарний, пивоварний тощо), на яких працювало близько 300 робітників. Також у місті було 154 ремісничі майстерні.
Розвиток промисловості і торгівлі сприяв зростанню чисельності населення. 1867 року у Нікополі проживало 17 650 мешканців, а у 1896 році — вже 19 472 мешканців. В місті налічувалося 2763 житлові будинки, 101 вулиця і 7 провулків. Тривалий час у місті не було жодного медичного закладу, лише у 1896 році було відкрито лікарню на 25 ліжок.
Перший навчальний заклад — парафіяльне училище — відкрили 1808 року. З 1838 року воно перетворене на морське парафіяльне училище.
У 1903 році введена в експлуатацію залізнична лінія Кривий Ріг — Нікополь — Олександрівськ. Залізничний вокзал міста побудований у 1905 році.
У 1914  з Петриківки на позицію штатного диякона у Покровську церкву Нікополя  приїхав Микола Йосипович Шамраєв. Але він потрапить у неприємну ситуацію з  священиками  Митрофаном Краснокутським 1845 р.н. та Іоанном  Харловим, 1855 р.н., які знаходилися під слідством у зв'язку з недбалим ставленням до святих дарів.

### Українська революція
Напередодні Першої світової війни у Нікополі проживало 26 тисяч мешканців. Кількість будинків становила 2692, у місті діяло 2 лікарні та 14 навчальних закладів. Була бібліотека, кінотеатр і громадський сад.
Під час подій Першої світової війни та Української революції у Нікополі неодноразово змінювалася влада. Із проголошенням Української Народної Республіки Нікополь увійшов до її складу. Після Жовтневого перевороту 1917 року й початку Першої радянсько-української війни в Нікополі у січні 1918 року були створені органи влади під керівництвом партії більшовиків. За Берестейською угодою влада УНР дозволила увійти на свою територію німецько-австрійським військам і у квітні 1918 року австрійці зайняли місто Нікополь. З листопада 1918 року внаслідок революції у Німеччини австрійці покинули місто і владу захопили більшовики. У червні 1919 року в місті відбулося народне повстання (Троїцьке) проти комуністичної влади, яке було придушене угорцями і китайцями. У серпні 1919 року Нікополь окупували війська Добровольчої армії під командуванням генерала Антона Денікіна, проте у вересні в місто увійшла Українська народно-повстанська армія Нестора Махна. До січня 1920 року Нікополь був центром анархістської республіки. В січні 1920 року знову захоплений Червоною армією і встановлено радянську владу. У жовтні 1920 року до міста підійшли війська під командуванням Петра Врангеля і на декілька днів захопили місто. Біля села Шолохове відбувся найбільший кінний бій Громадянської війни між 2-ю Кінною армією та кінним корпусом генерала Бабієва. Білі програли і 18 жовтня 1920 року з Нікополя їх витіснили війська більшовиків.
Після входження до складу УРСР 1921 року Нікополь став центром однойменного повіту, з 1923 року — районним центром у складі Криворізької округи. Голодомор 1921—1922 років забрав життя тисячі нікопольців, фіксувалися випадки людожерства, лише допомога американської благодійної організації АРА допомогла вижити нікопольцям. Станом на 1 січня 1925 року в місті проживало 9 955 жителів.

### Радянський період
Під час організованого радянською владою Голодомору 1932—1933 років помер щонайменше 1751 житель міста. 1932 року в Нікополі розпочалося масштабне будівництво Південнотрубного заводу. На його будівництві люди рятувалися від голодної смерті, але все одно у місті померло більш як 2 тисячі осіб. У квітні 1935 року почав діяти Нікопольський південнотрубний завод, який згодом став одним з найбільших виробників прокатних труб у СРСР. Значно розширили виробництво інші 23 промислових підприємства. У 1937 році Нікополю був наданий статус міста обласного підпорядкування. До 1941 року чисельність населення зросла до 70 тисяч.
|                                                                                |  |  |
| Ювілейна монета НБУ присвячена визволенню Нікополя від фашистських загарбників |  |  |

Під час Другої світової війни Нікополь був окупований німецькими військами з 17 серпня 1941 року. 8 лютого 1944 року в ході Нікопольсько—Криворізької операції звільнений від окупації.

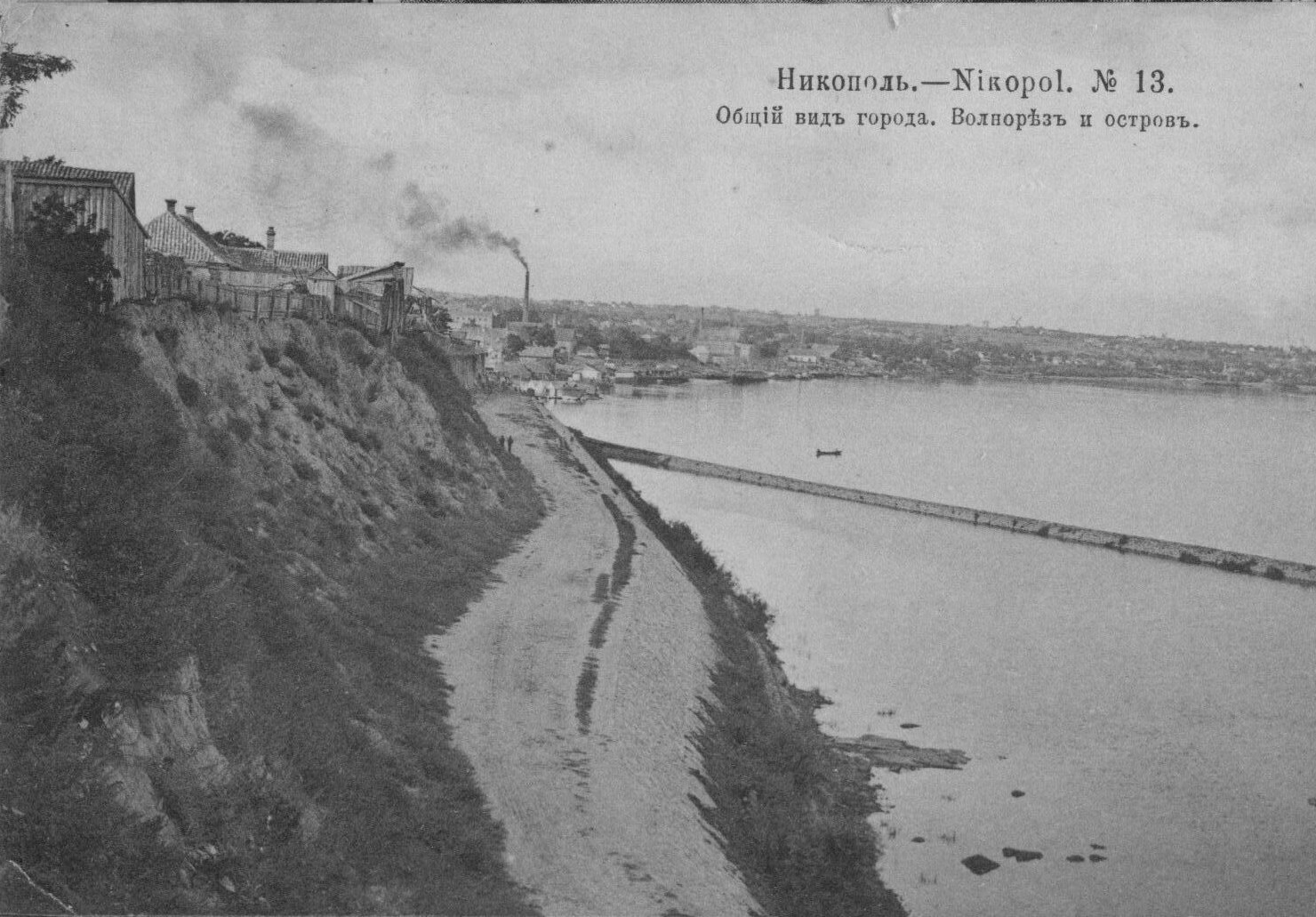
Краєвид міста на початку XX століття
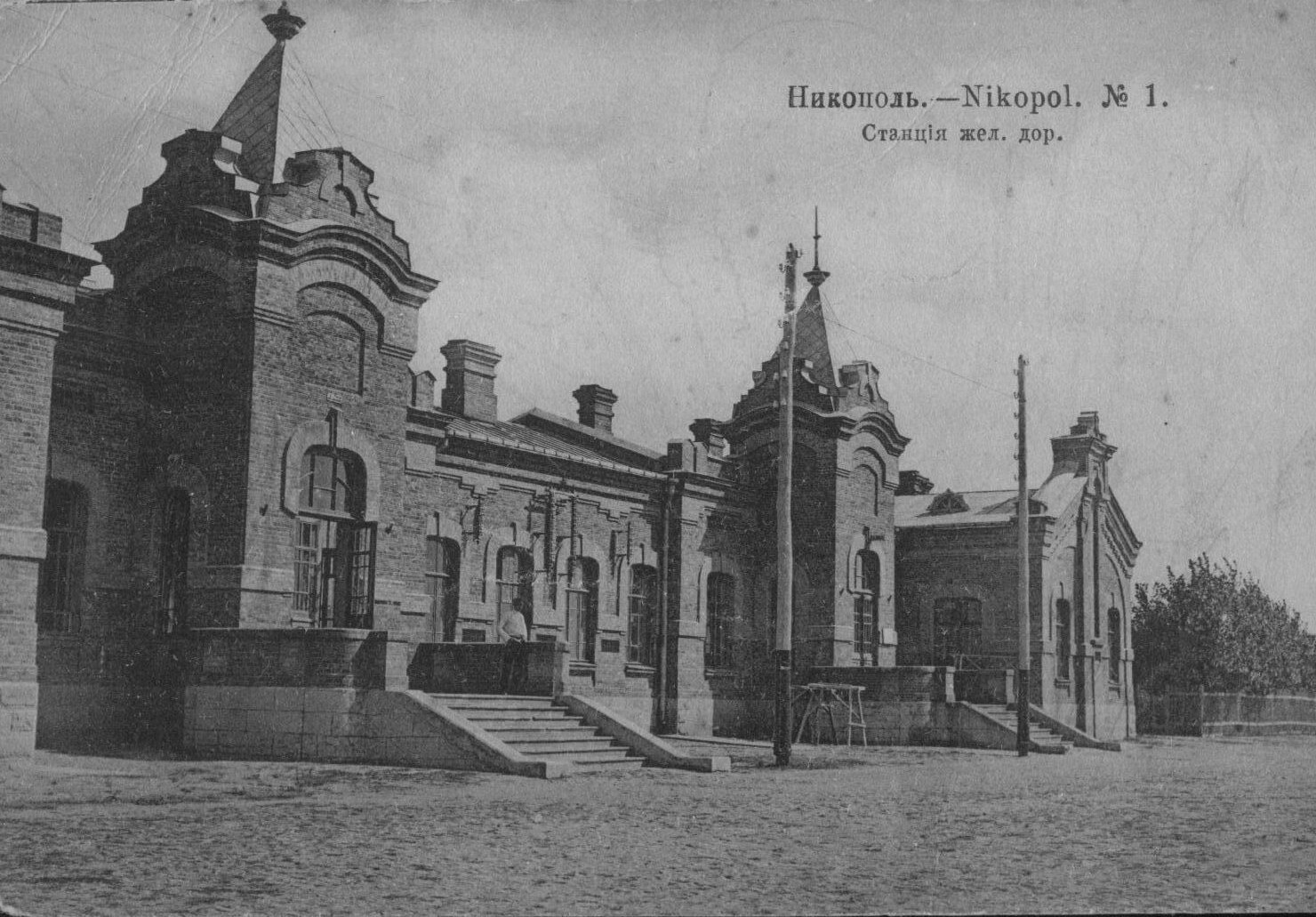
Нікопольський вокзал на початку XX століття
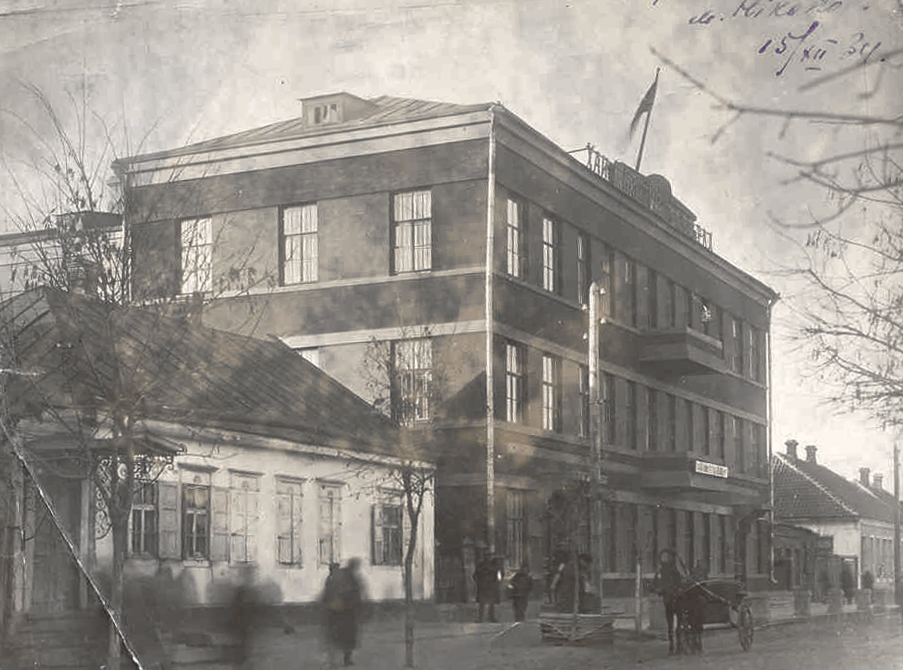
Будівля міської ради (1934)

У 1950—1980-х роках Нікополь став центром промислового вузла, основу якого становили металургійні підприємства — Південнотрубний завод та завод феросплавів (з 1966 року), машинобудування — заводи кранобудівний, легкої та харчової промисловості, будівельних матеріалів. Місто нагороджено орденом Трудового Червоного прапора.

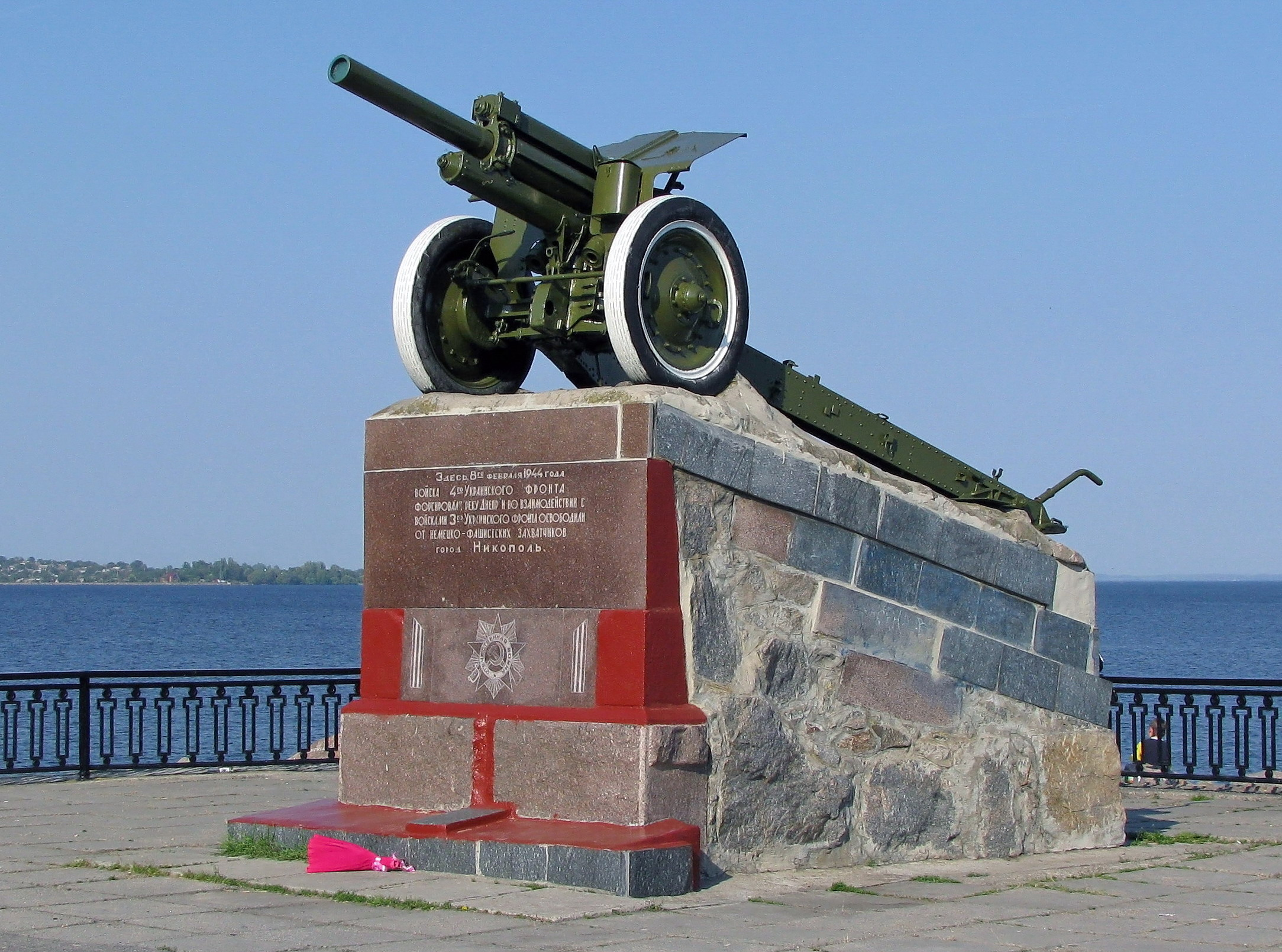
Пам'ятник «Гармата» на честь звільнення міста від німецьких нацистських військ
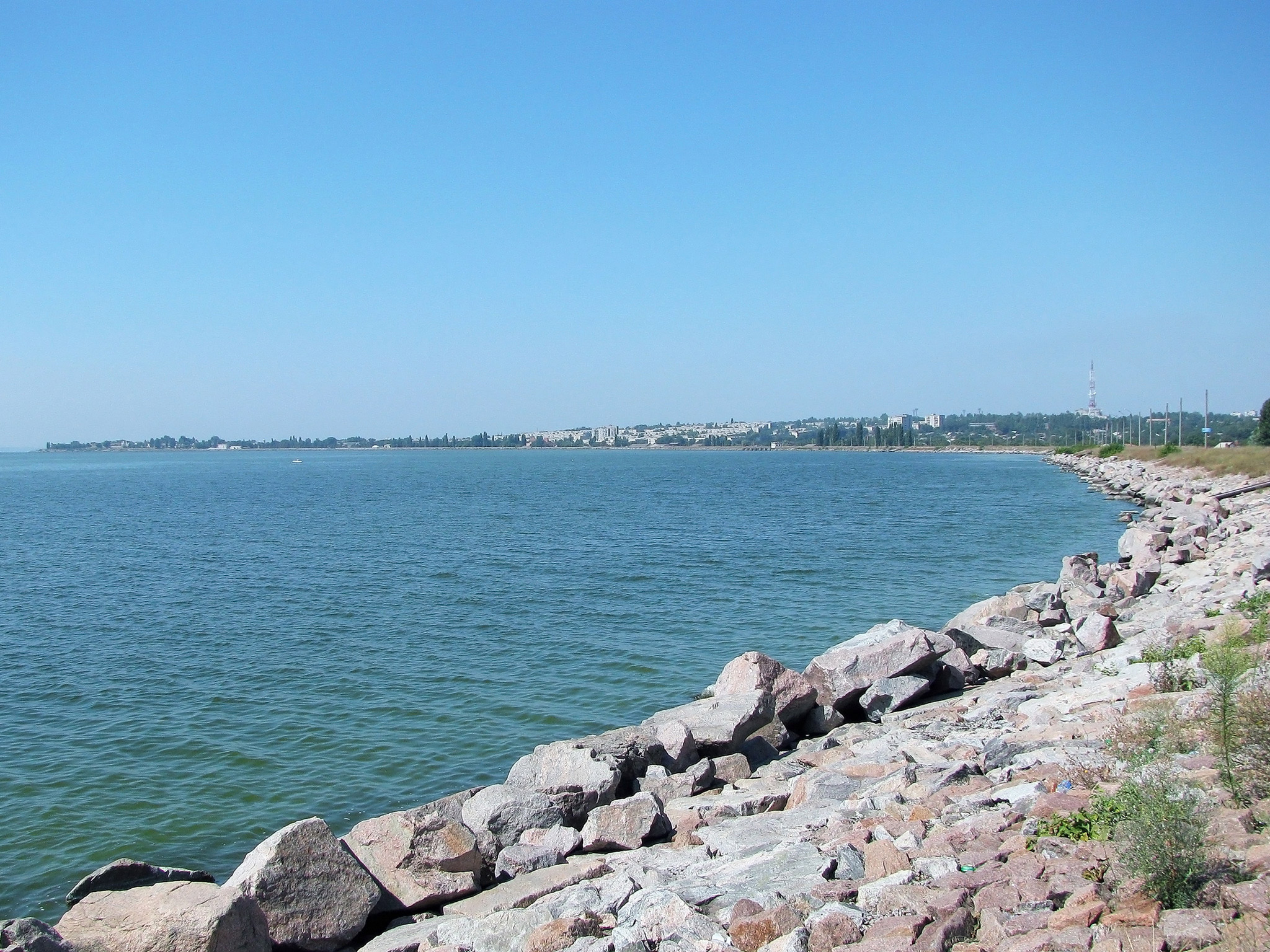
Набережна Нікополя

### У Незалежній Україні
У 1990-х роках труднощі економічного розвитку після розвалу СРСР позначили дуже негативний вплив на становище соціальної сфери міста. Падіння рівня життя та соціальної захищеності городян, зниження купівельної спроможності та зростання рівня безробіття призвели до процесу різкої депопуляції населення міста. Лише за 6 років, з 1992 по 1998 роки, населення Нікополя скоротилося на 15 тисяч осіб, що становило майже 10 % від загальної кількості жителів, які проживали в місті на момент розпаду СРСР, а до кінця 1990-х років Нікополь увійшов до десятки «лідерів» серед міст України за рівнем депопуляції.
Поступовий вихід економіки країни зі стану стагнації на початку XXI століття, зумовив певні тенденції до оздоровчих процесів усіх сфер життєдіяльності міста. Одним із таких став у 1999—2000 роках тривалий і широкомасштабний процес реструктуризації, який на той час знаходився в дуже складному становищі, Нікопольського Південнотрубного заводу, з поділом його на декілька закритих акціонерних товариств, що згодом призвело до часткового відновлення виробничих потужностей, створення нових робочих місць і «вдихнуло в підприємство друге життя».
Влітку 2014 року згоріла пам'ятка архітектури — перший поштамт міста.
25 жовтня 2014 року у місті повалено пам'ятник Леніну.
У 2020 році проведено капітальний ремонт автошляху Дніпро — Нікополь. 12 червня 2020 року, в результаті адміністративно-територіальної реформи Нікополь — адміністративний центр Нікопольської міської громади, а з 19 липня 2020 року — новоутвореного Нікопольського району.
28 лютого 2024 року, з метою деколонізації топонімів міста пов’язаних із державою-агресором, враховуючи результати громадського обговорення та  пропозиції робочої групи з питань дерусифікації назв вулиць, провулків та інших об'єктів топоніміки у місті Нікополі, рішенням Нікопольської міської ради № 21-42/VIII «Про перейменування об'єктів топоніміки міста Нікополя», перейменовано 11 вулиць та 1 провулок  без зміни поштових номерів житлових будинків>.

#### Російсько-українська війна
У 2022 році, з початком повномасштабного російського вторгнення в Україну, Нікополь не опинявся в окупації, проте захоплення російськими окупаційними військами міста Енергодар, що знаходиться на лівому березі річки Дніпро, дозволяє російським окупантам вести регулярні  обстріли міста та населених пунктів громади. Для того, щоб уникати ударів українських військ у відповідь, росіяни розмістили свої засоби ураження на території Запорізької АЕС, використовуючи ядерний шантаж. Перший обстріл Нікополя російськими військами відбувся 12 липня 2022 року та майже щодня зазнає регулярних обстрілів міста та району. У подібній ситуації опинився й сусідній населений пункт Марганець та громади.

## Населення

### Національний склад
Розподіл населення за національністю за даними перепису 2001 року:
| Національність  | Відсоток |
| --------------- | -------- |
| українці        | 71,27 %  |
| росіяни         | 25,62 %  |
| білоруси        | 0,7 %    |
| євреї           | 0,24 %   |
| німці           | 0,19 %   |
| вірмени         | 0,16 %   |
| татари          | 0,12 %   |
| інші/не вказали | 1,7 %    |

### Мова
Рідна мова населення за даними перепису 2001 року:
| Мова              | Чисельність, осіб | Відсоток |
| ----------------- | ----------------- | -------- |
| українська        | 77 408            | 56 %     |
| російська         | 59 055            | 42,73 %  |
| білоруська        | 161               | 0,12 %   |
| вірменська        | 109               | 0,08 %   |
| румунська         | 38                | 0,03 %   |
| болгарська        | 29                | 0,02 %   |
| угорська          | 27                | 0,02 %   |
| німецька          | 24                | 0,02 %   |
| ромська           | 15                | 0,01 %   |
| польська          | 12                | 0,01 %   |
| Інші / не вказали | 1 340             | 0,96 %   |
| Разом:            | 138 218           | 100 %    |

Російське вторгнення в Україну спровокувало нову хвилю українізації в місті, дедалі більше людей вважають за краще спілкування українською мовою. Водночас, війна та, зокрема, часті артилерійські обстріли міста з боку російських окупантів спровокували масовий виїзд людей з Нікополя. Якщо до початку повномасштабного вторгнення в місті проживало 105 тисяч осіб, то вже у листопаді 2022 року в Нікополі залишилось не більше, ніж 30 000 людей, однак з часом містяни почали повертатись і станом на 2024 рік їх чисельність складає 50 тисяч, що є половиною від довоєнного населення.

## Економіка
Економічну основу міста становлять: АТ «Нікопольський завод феросплавів» (основний виробник в Україні агломерату, флюсів, феросплавів), ЗАТ «Нікопольський Південнотрубний завод» із системою закритих акціонерних товариств «Ют. і Ст.», «Нікотьюб», «Труболіт» (асортимент труб), ВАТ «Нікра» (запчастини для сільськогосподарської техніки, крани), ВАТ «Нікопольський завод трубопровідної арматури» (засувки для трубопроводів), ВАТ «Нікопольський прядильно-нитковий комбінат» (нитки, пряжа), ЗАТ «Рибокомбінат» (рибопродукти), ВАТ «Пивзавод» (напої), ВАТ «Механік» (товари широкого вжитку), ВАТ «Хлібокомбінат» (хлібопродукти), ЗАТ «Надія» (швейні вироби), «Нікопольський завод нержавіючих труб» (Сентравіс) , «ОСКАР»(нержавіючі труби) та інші.
Промислові підприємства є основними наповнювачами міського бюджету, на які припадає понад половина від загального обсягу надходжень. Загальний обсяг реалізованої продукції по місту становив: за 2007 рік — 8818 млн. грн., за 2008 рік — 11986,8 млн. грн.
Основною складовою промисловості міста є металургія і обробка металів. На їх частку припадає 95,6 % від загального обсягу виробництва промислової продукції міста. На промислових підприємствах Нікополя працюють понад 19 тисяч осіб, або 45 % від загальної кількості працюючих (42 тис.). На відстані 3 км на північ від міста розташований Нікопольський завод феросплавів (НЗФ), найбільший у Європі та другий за розмірами у світі (за іншими даними — найбільший у світі).

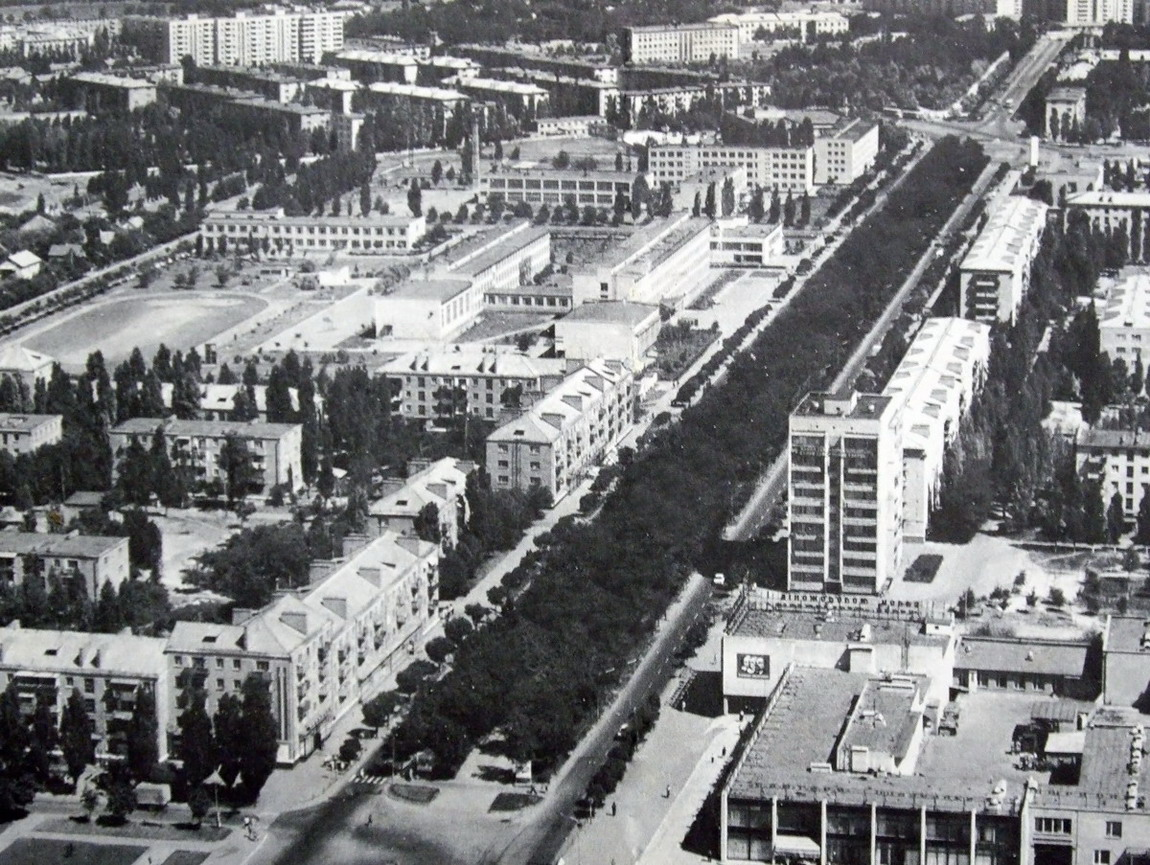
Краєвид центральної частини міста (1980)
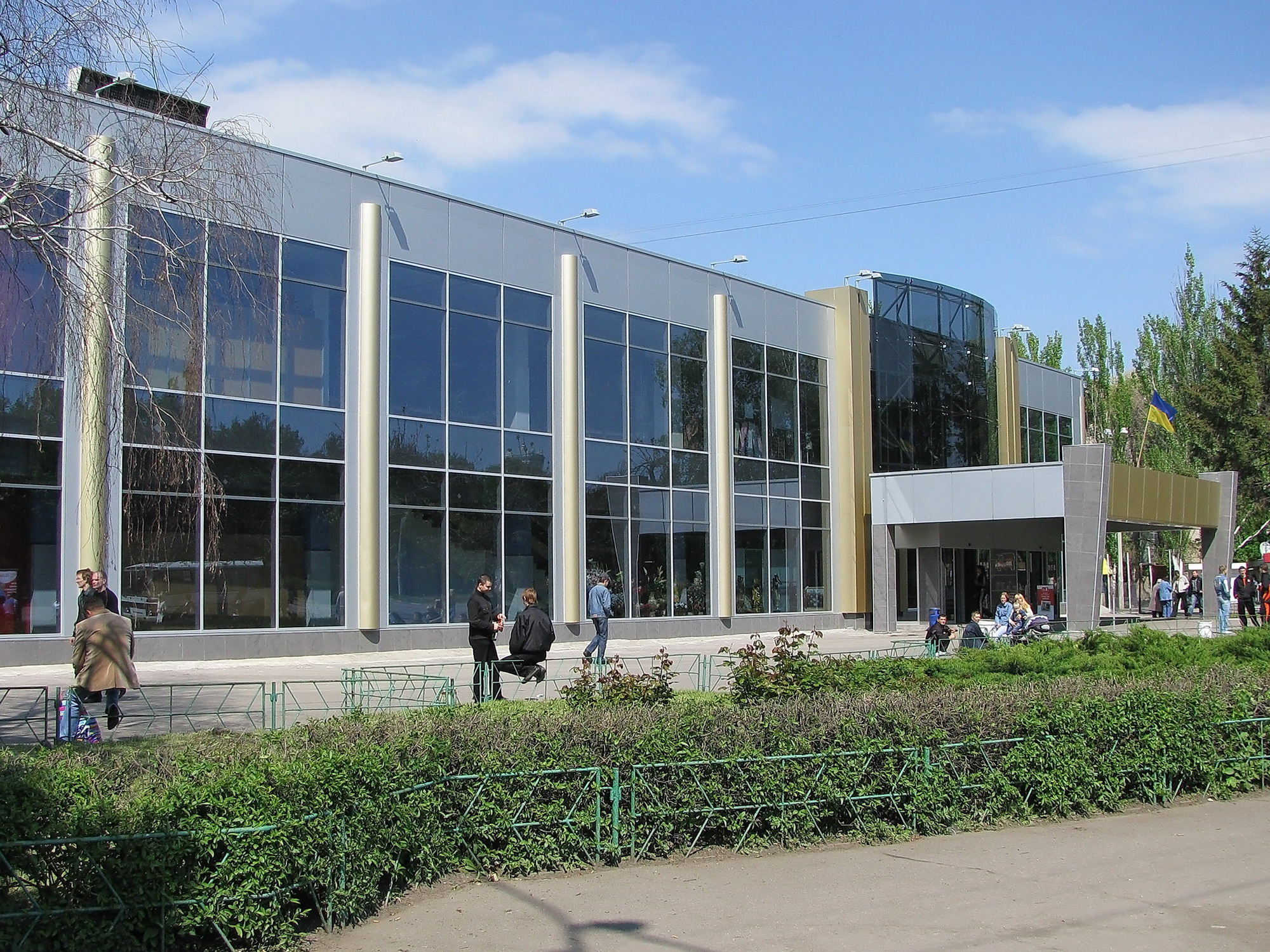
Центральний універмаг
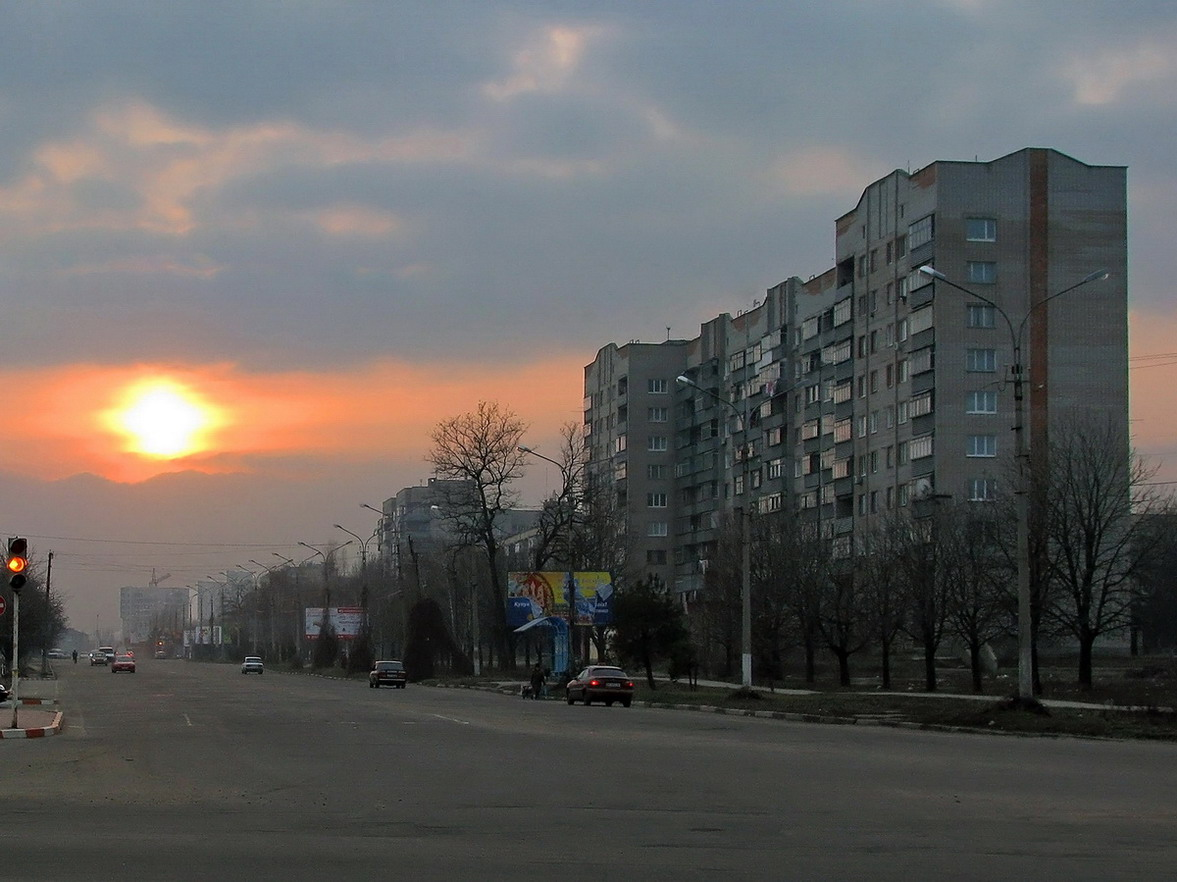
Одна з центральних вулиць міста — вул. Незалежності України
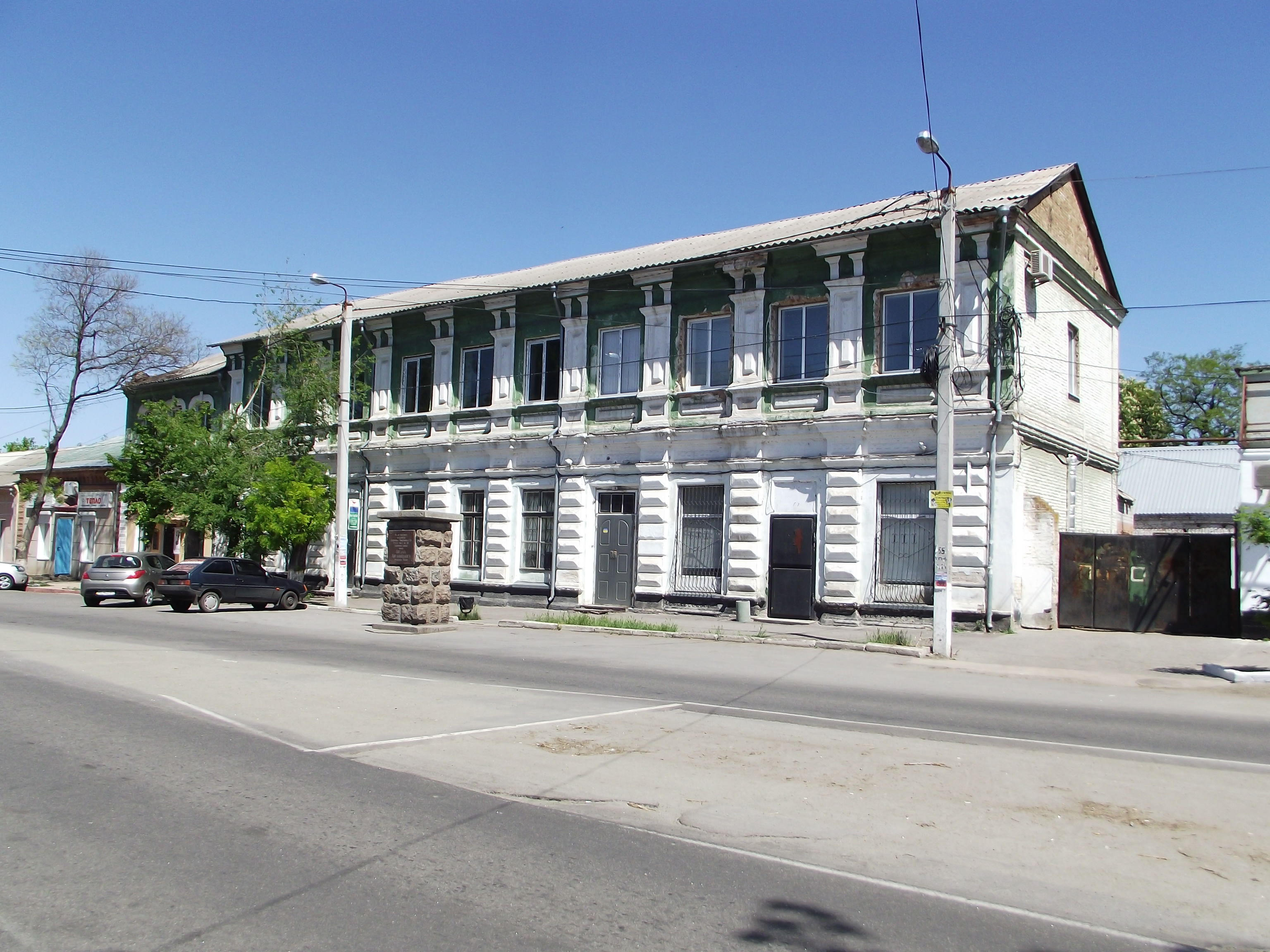
Будинок аероклубу по вулиці Микитинській на місці існування Микитинської Січі
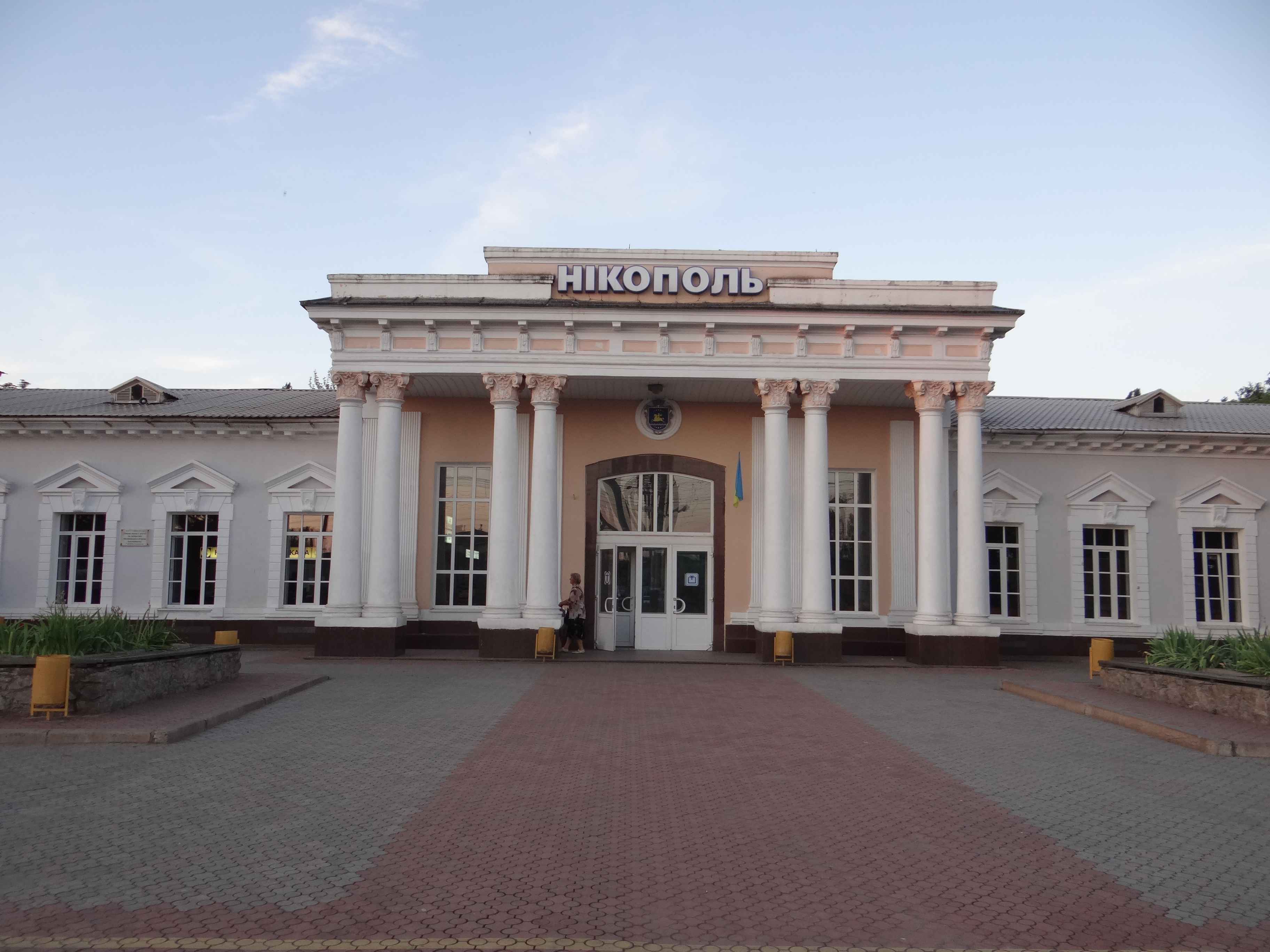
Вокзал станції Нікополь
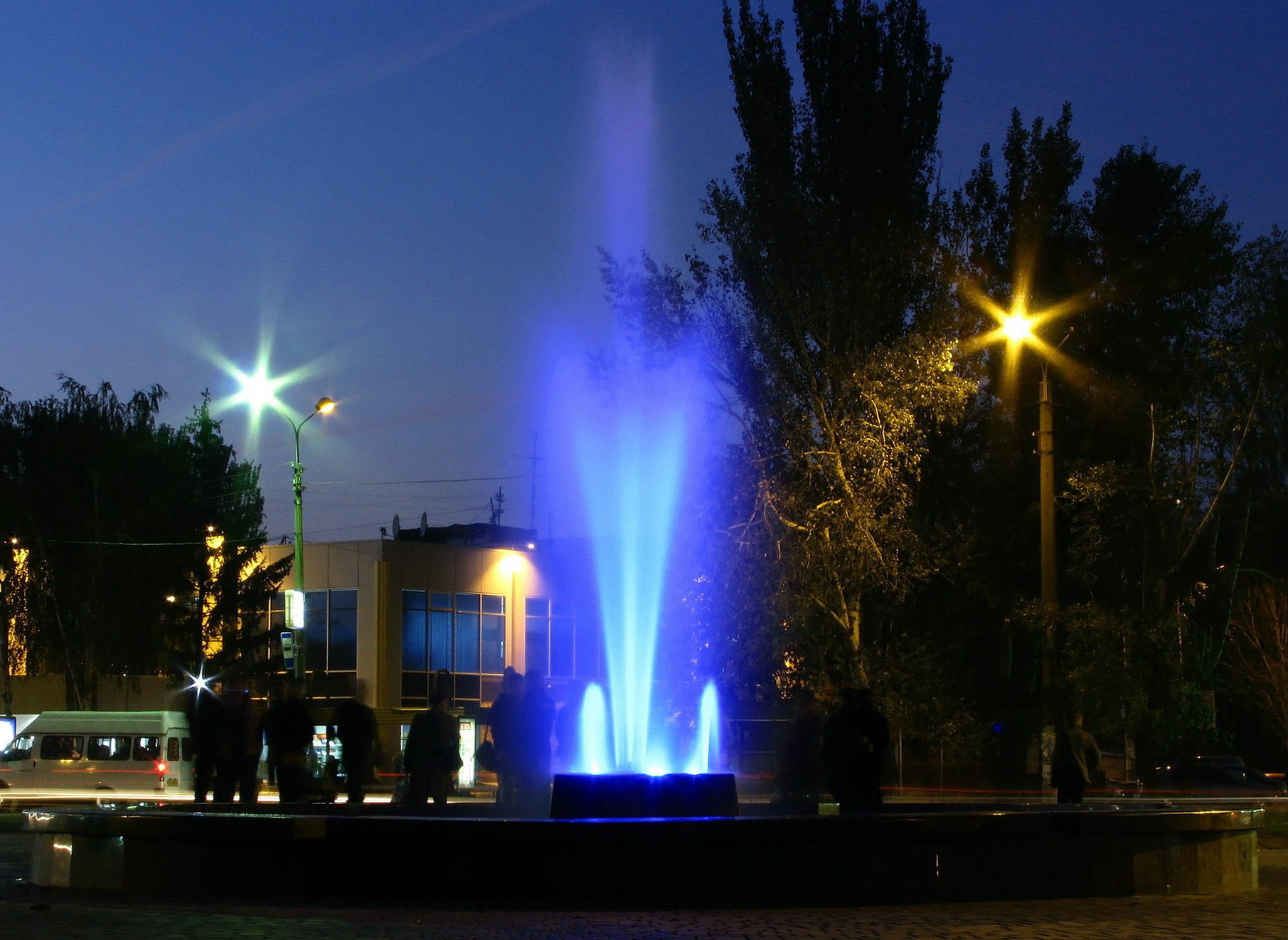
Кольоровий фонтан в центрі міста
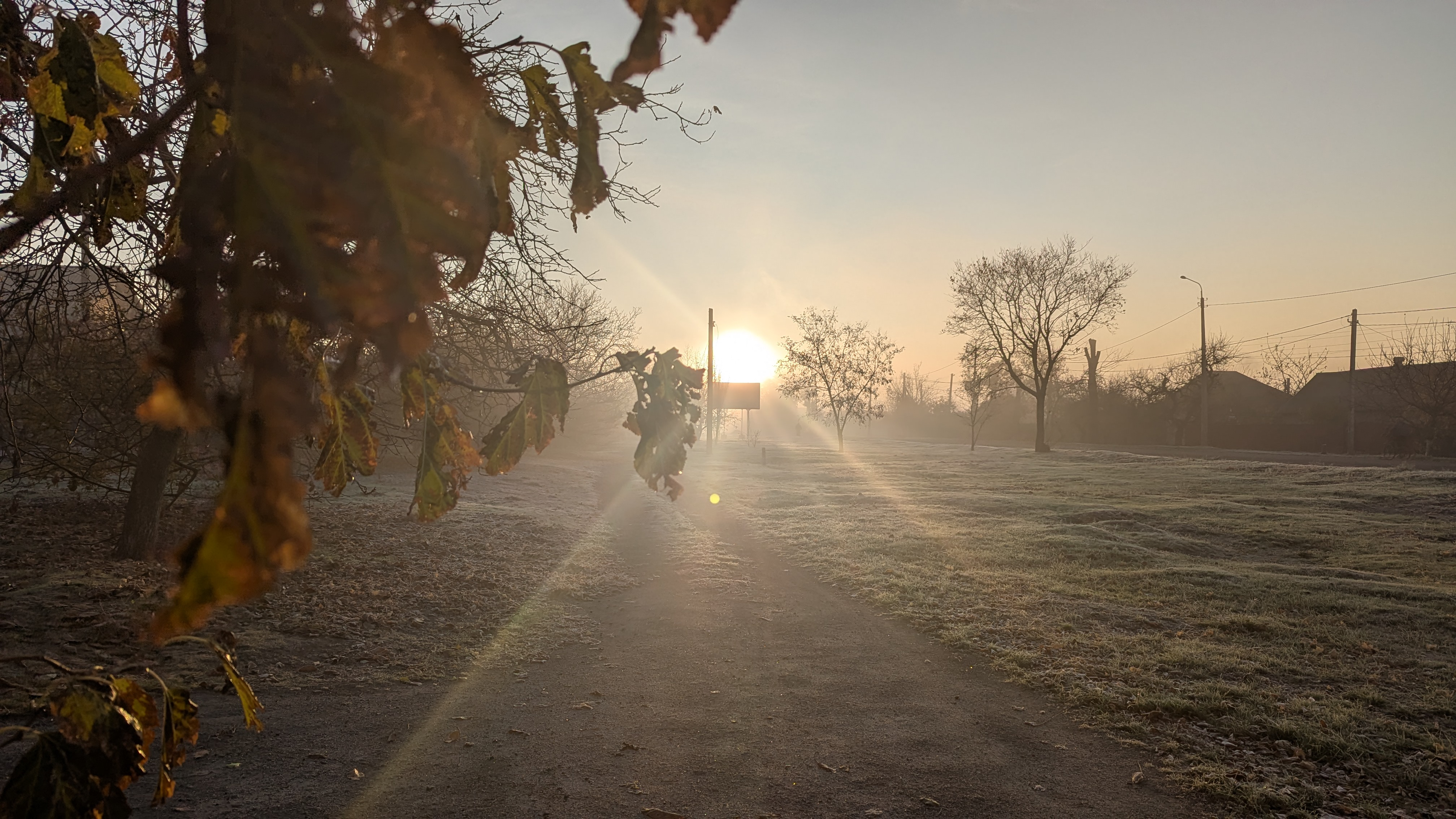
Херсонська вулиця, занурена у ранковий туман

У 2018 році поблизу міста в селі Старозаводське розпочате будівництво сонячної електростанції потужністю 246 МВт, яка на момент завершення стане найпотужнішою сонячною електростанцією України та увійде до ТОП-3 найбільших в Європі. У лютому 2019 року електростанцію введено до експлуатації.

## Транспорт
У Нікополі розташовуються річковий порт, залізнична станція на магістралі Кривий Ріг — Апостолове — Запоріжжя, автостанція. Містом проходить автошлях національного значення Н23 Кропивницький — Запоріжжя. Відстань до обласного центру становить 122 км і пролягає автошляхом національного значення Н08, який переходить у Р73.
Нікополь має всі сучасні види зв'язку, є телевізійний ретранслятор, телеграф, міжміська телефонна станція, радіовузол, виходять 6 міських газет, працює одна міська телестудія.

## ЗМІ

### Друковані видання
- «Грані»
- «Говорить Нікополь»
- «Нікопольська правда»
- «Репортер»
- «Візит-Венал»
- «Булава»
- «Капітан»
- «Кримінал (факти, версії)»
- «Сила»
- «Південна зоря»
- «Город» (укр. Місто)
- «Електрометалург»

### Інтернет-видання
Прихист — громадська організація та місцеве інтернет-видання, засноване в 2015 році. З 2018 та по 2021 рік, друкувалась газета «Грані».
NikopolNews — одне з перших новинних інтернет-видань міста Нікополя, засноване у 2009 році. З 2013 до 2015 року виходило також у друкованій версії з назвою «Говорить Нікополь».
Нікополь.City — міське інтернет-видання, запущене у грудні 2019 року командою журналістів медіагрупи «Прихист» та Агенцією розвитку локальних медіа «Або».

### Телебачення
- Нікопольський медіа-центр «НМЦ» — виробництво власних програм і ретрансляція 2+2 на 24-му каналі. (до 29 січня 2020, відмова від ліцензії 27 лютого)
- Телеканал Кварц який ретранслював телеканал «ТЕТ» на 38-му каналі. (до 17 липня 2020, відмова від ліцензії 26 листопада)
- Телеканал УНІАН.Нікополь який ретранслював телеканал «УНІАН» у Т2.

### FM-радіомовлення
| № з/п | Частота, МГц | Назва                                           | Потужність | Адреса вежі                  | Передавач       | Попередні мовники |
| ----- | ------------ | ----------------------------------------------- | ---------- | ---------------------------- | --------------- | --- |
| 1     | 88,0         | Інді-Радіо презентує Радіо Мегаполіс            | 0,5        | вул. 50 років НЗФ            | труба           | |
| 2     | 91,5         | Громадське радіо                                | 0,1        | вул. 50 років НЗФ            | труба           | |
| 3     | 92,0         | «Хіт FM» (немає мовлення)                       | 0,25       | вул. Патріотів України 113-А | ДФКРРТ          | |
| 4     | 95.6         | «Радіо Культура»                                | 1          | вул. 50 років НЗФ            | труба           | |
|       | 97.0         | «Радіо Байрактар» ??                            |            |                              |                 | |
| 5     | 98,9         | «Радіо НВ»                                      | 0,5        | вул. Патріотів України 173/1 | РПЦ ПП ТРК «ТТ» | |
| 6     | 99.5         | «Informator FM» (немає мовлення)                | 0,5        | вул. Патріотів України 113-А | ДФКРРТ          | |
| 7     | 99,9         | «Країна ФМ» (немає мовлення)                    | 0,5        | вул. Патріотів України 113-А | ДФКРРТ          | |
| 8     | 100,6        | «Армія FM»                                      | 0,2        | вул. 50 років НЗФ            | труба           | 24.08.2004 — 1.04.2016 "Europa Plus Україна", 2.04.2016 — 25.04.2023 - "NRJ Україна" |
| 9     | 101,2        | «Радіо Промінь»                                 | 0,1        | вул. 50 років НЗФ            | труба           | 90-ті роки до 2017 року Радіо "Нікопольські новини" пізніше "Радіо ТТ", Липень 2002 — 31 грудня 2004 ВРМ "Мелодія", 1.01.2005 — 31.12.2006 "Доросле радіо", 1.01.2007 — 13.10.2017 "Авторадіо" |
| 10    | 102,4        | Радіо «Ностальжі»                               | 0,5        | вул. Патріотів України 173/1 | РПЦ ПП ТРК «ТТ» | Осінь 2000 "Русское радио-Запоріжжя" |
| 11    | 104,9        | «Мелодія FM» (немає мовлення)                   | 0,25       | вул. Патріотів України 113-А | ДФКРРТ          | 9.04.2012 — 10.04.2017 "Радіо Мелодія" |
| 12    | 105,4        | «Люкс ФМ» (план)                                | 0,5        | вул. 50 років НЗФ            | НЗФ 70          | 23.02.2006 — 14.06.2007 "Радіо 5", 15.06.2007 — 12.01.2022 - "Ретро FM" |
| 13    | 106.0        | «Українське радіо» / «Українське радіо. Дніпро» | 0,5        | вул. 50 років НЗФ            | труба           | |

## Соціальна сфера

### Освіта і наука

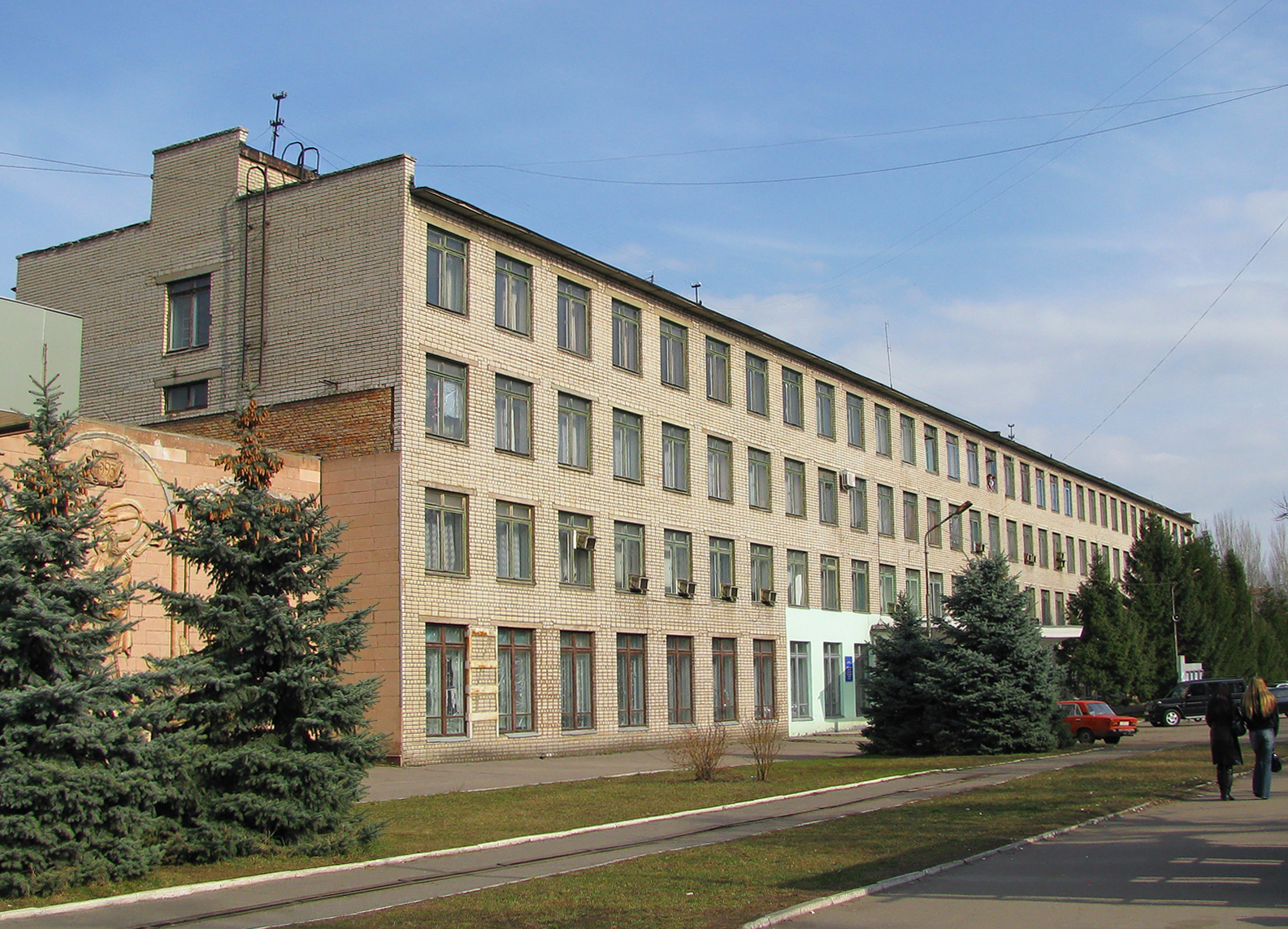
Нікопольський фаховий коледж Українського державного університету науки і технологій

У місті широко розвинута система освіти, тут 29 дошкільних заклади та 26 загальноосвітніх шкільних закладів. 2 професійно-технічних училища, серед яких Нікопольський центр професійної освіти, та 4 вищих навчальних заклади I—II рівня акредитації, у тому числі Нікопольський фаховий коледж Українського державного університету науки і технологій і Нікопольський коледж Дніпропетровського державного аграрного університету. 5 вищих навчальних закладів III—IV рівня акредитації, серед яких Нікопольський економічний університет, Нікопольський факультет Національного університету «Одеська юридична академія» та Нікопольський філіал Запорізького національного університету. Слід зазначити, виші найвищих рівнів акредитації у місті не конкурентно спроможні на ринку послуг освіти, тому вище зазначені заклади припинили своє існування. Бажаючі отримати вищу освіту їдуть, до прикладу, у сусідні Кривий Ріг, Дніпро чи Запоріжжя.

### Культура
Для культурних потреб мешканців міста працюють Краєзнавчий музей, 11 бібліотек, зокрема Центральна бібліотека Нікополя і Центральна дитяча бібліотека Нікополя (де розпочав свою діяльність Український Розмовний Клуб Нікополя), 1 палац культури, Палац урочистих подій, 6 клубів, школа мистецтв, кінотеатр. У місті діють духовий оркестр, народний фольклорний ансамбль «Микитин Ріг», народний ансамбль танцю «Радість», український народний музично-драматичний театр, естрадний театр танцю «Богема».
У 2014 році з початку літа і на початку осені відбувалися зйомки спільного російсько-німецько-українського фільму «Милий Ханс, дорогий Петро». Мешканці міста виступили в ролі масовки, а основними декораціями був місцевий завод феросплавів та його околиці. Режисер стрічки Олександр Міндадзе.
Місцеві активісти намагаються зробити життя у місті більш цікавим і яскравим, тому щоразу організовують нові види заходів, і не тільки патріотичні, як прибирання і відновлення парків, мітинги, марші тощо. У серпні 2014 року, вперше за багато років, у міському парку почав свою діяльність Кіноклуб, де місцева молодь дивилася фільми просто серед парку, за міськвиконкомом.

### Охорона здоров'я
Медичну допомогу населенню надають 22 заклади: серед них — 3 лікарні, пологовий будинок, станція швидкої медичної допомоги, стоматологічна поліклініка, 16 амбулаторно-поліклінічних установ.

### Спорт

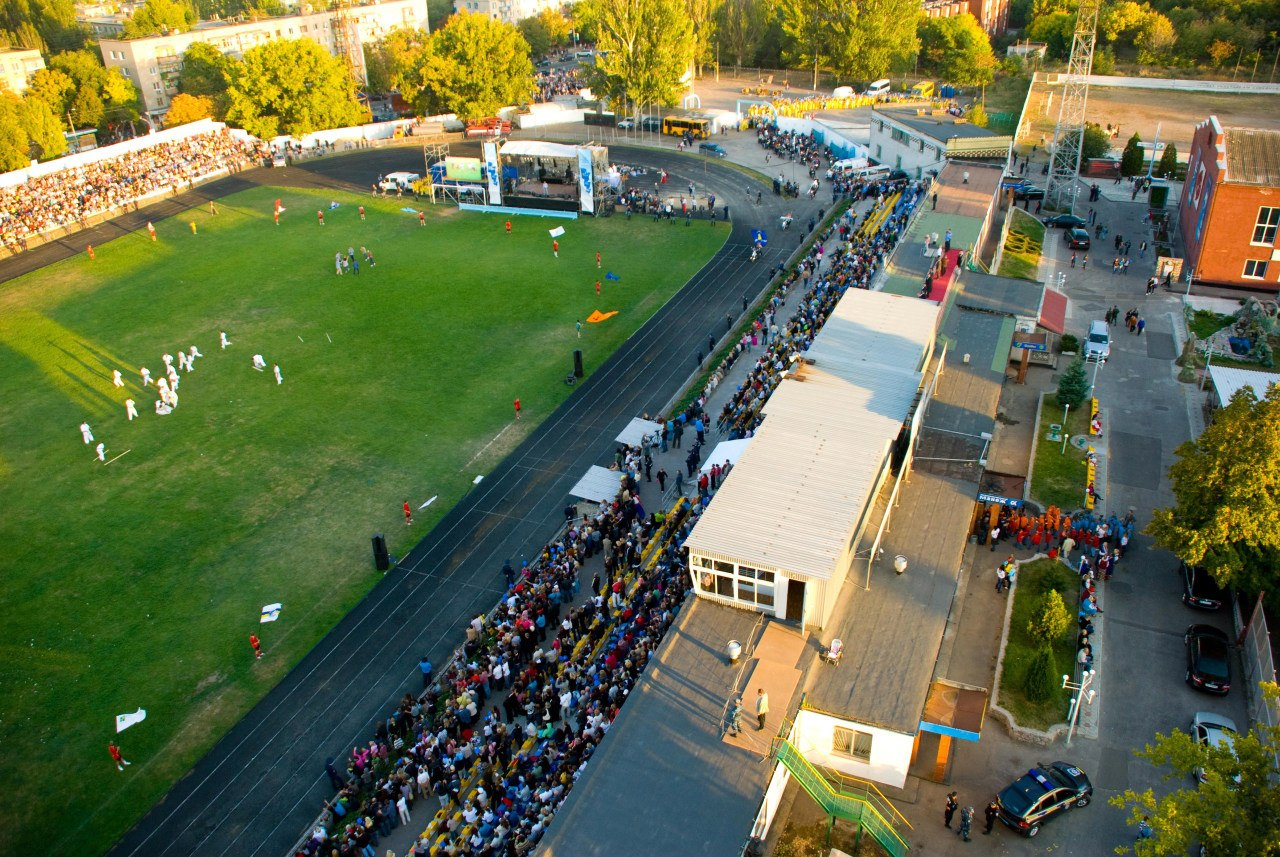
Стадіон «Електрометалург»

У 2000 році Нікополь посів перше місце у Дніпропетровській області в огляді-конкурсі на найкращу організацію фізкультурно-оздоровчої роботи, яка базується на 2 стадіонах, 3 спортклубах, 5 спортшколах, яхт-клубі. Найбільш розвинутими видами спорту у місті є легка атлетика, футбол, волейбол, вітрильний спорт, кікбоксинг, боротьба дзюдо й самбо. В останні роки місто дало путівку у великий спорт Г. Шайдуко й О. Антоновій — учасникам XXVI Олімпійських ігор, Р. Щуренку — учасникові XXVII Олімпійських ігор.
З 2015 року місто представляє професійний футбольний клуб Нікополь який виступає у Чемпіонат України з футболу: друга ліга.

## Пам'ятки
У Нікополі взято на державний облік і під охорону 68 пам'яток, у тому числі історії й культури — 44, монументального мистецтва — 3, архітектури й містобудування місцевого значення — 20.

### Технічні пам'ятки
- МиГ-17 (без номера) (вул. Першотравнева) — літак встановлено на похилій металевій консольній балці, в центральній частині проспекту. Текст на пам'ятній табличці: «Смелым и мужественным воинам в честь 40-летия победы советского народа в Великой Отечественной войне 1941–194775г.г.»(рос.)

### Пам'ятки історії
- Пам'ятний знак нікопольчанам-потьомкінцям (вул. Поромна) - знаходиться біля кас Нікопольського річкового вокзалу. Невеликий постамент, облицьований гранітом, з масивною металевою пластиною, на якій знаходиться пам'ятний напис та рельєф червоного прапора, а також якір з ланцюгом. Текст напису: «Никопольчанам Потемкинцам 1905»(рос.)
- Стела Героїв Радянського Союзу (вул. Героїв Чорнобиля, 70)
- Меморіальний комплекс парку перемоги (вул. Електрометалургів)

### Пам'ятки архітектури
- Будівля річкового вокзалу (вул. Поромна)
- Будівля залізничного вокзалу (вул. Героїв Чорнобиля, 54)

### Релігійні споруди
- Свято-Покровський храм ПЦУ (вул. Пилипа Орлика, 6);
- Храм Пресвятої Трійці ПЦУ (вул. Володимира Ємця, 23);
- Храм Святого Іоанна Дамаскіна ПЦУ (вул. Лапінська, 47-А, район ЛДЦ);
- Храм Святого Петра Калнишевського ПЦУ (вул. Кармелюка, 4);
- Спасо-Преображенський кафедральний собор (вул. Преображенська, 1);
- Церква Різдва Пресвятої Богородиці в Сулицькому (1827 р.) (вул. Різдвяна, 68) охороняється державою як пам'ятка національного значення;
- Хрестовоздвиженський храм (вул. Героїв Маріуполя, 39);
- Свято-Знаменський храм (вул. Шевченка, 6);
- Свято-Миколаївський храм (вул. Довгалівська, 242);
- Храм ікони Божої Матері «Усіх скорботних Радість» (вул. Електрометалургів, 17-Б);
- Храм Святого Іоанна Хрестителя (вул. Княжа, 100);
- Трьох-Святительський храм (вул. Електрометалургів, 53/1);
- Храм «Лікарка» (просп. Трубників, 50-А);
- Каплиця святого Антонія з Падуї РКЦ (вул. Кобзарів, 6);
- Каплиця Святих Петра та Февронії (просп. Трубників);
- Центральна церква ЄХБ «Дім молитви» (вул. Чумацька, 2);
- Зал Царства Свідків Єгови (вул. Світла, 2/2);
- Зал Царства Свідків Єгови (вул. Микитинська, 15);
- Духовний центр Адвентистів сьомого дня (вул. Отаманська, 6-А).

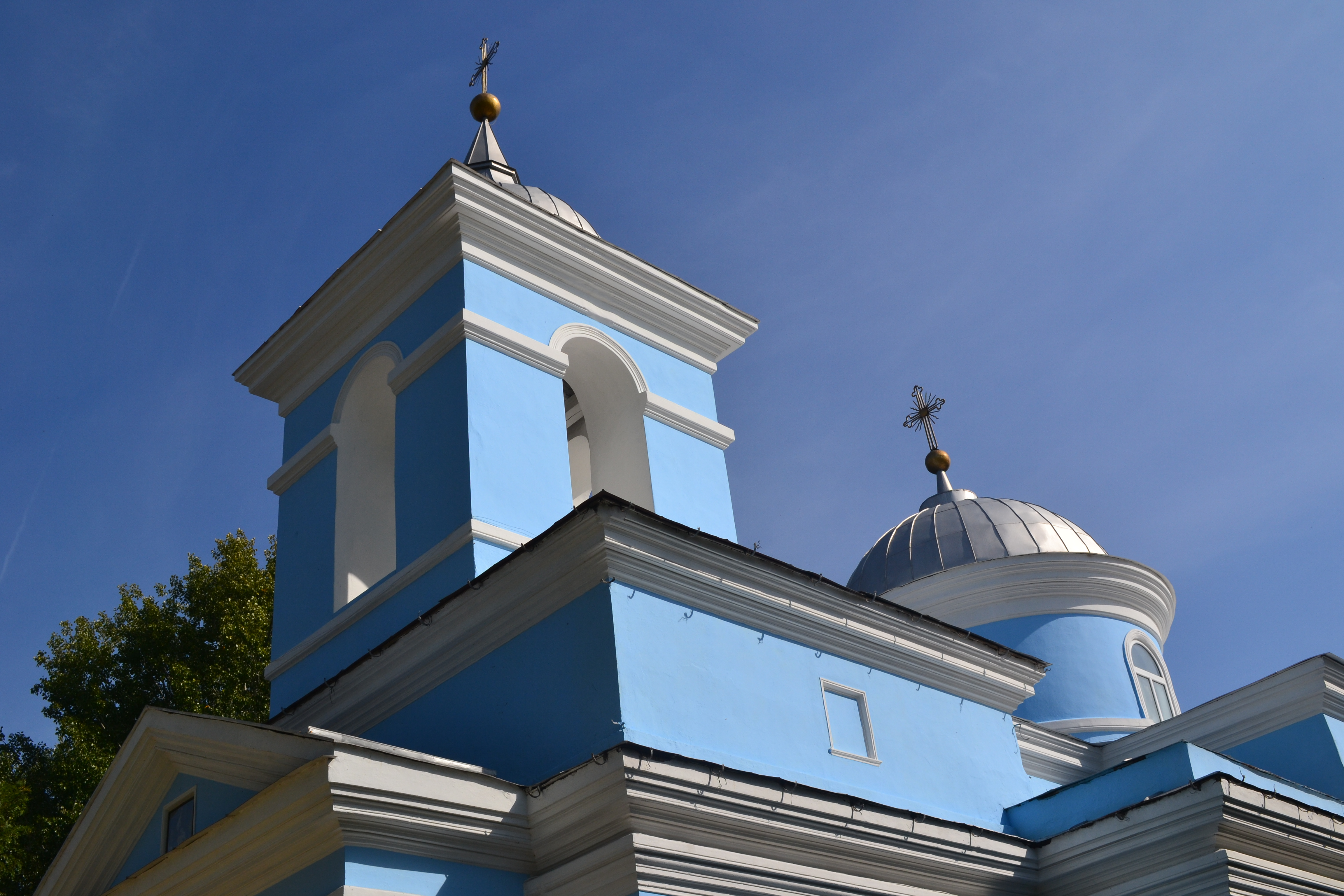
Церква Різдва Богородиці в Сулицькому
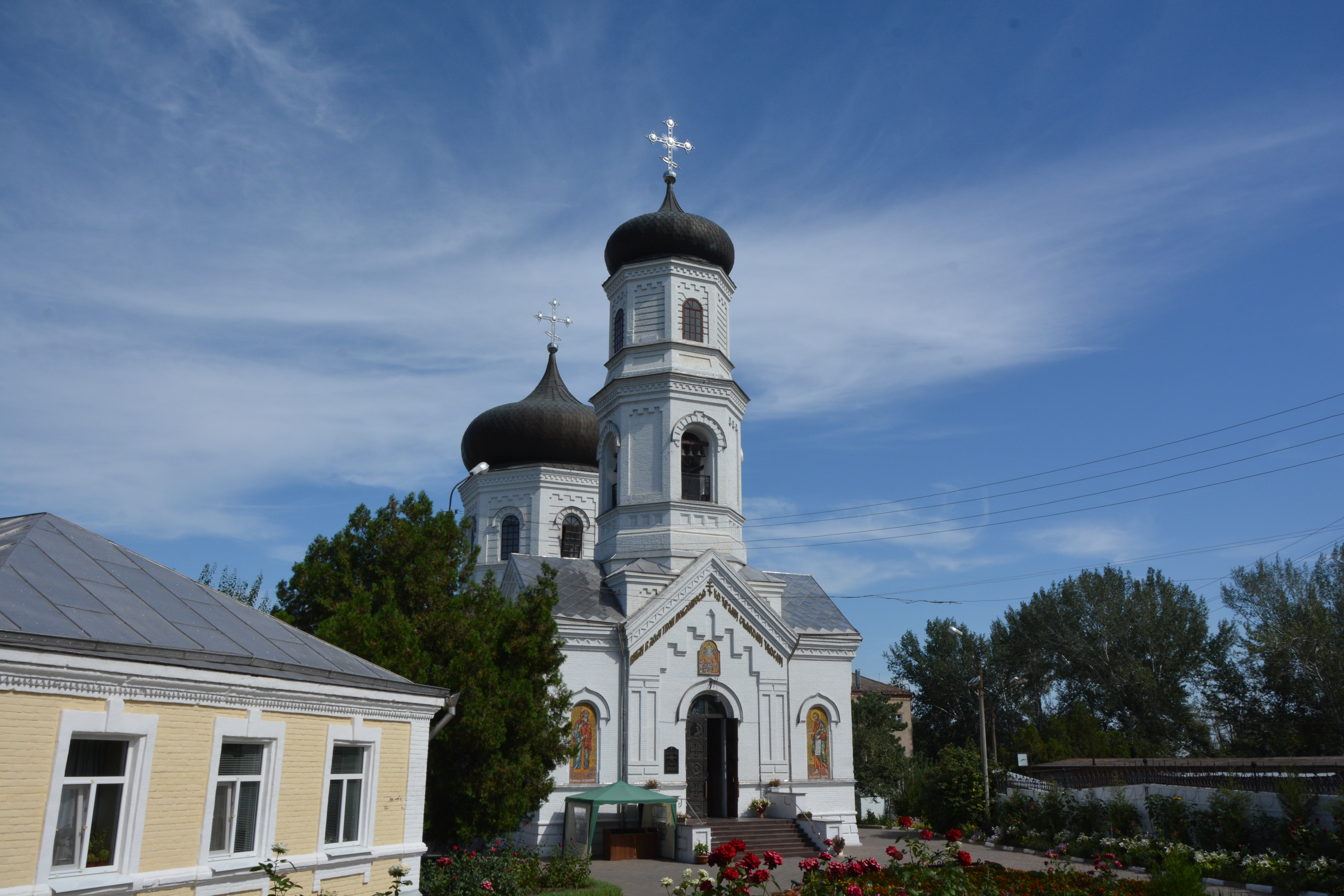
Спасо-Преображенська церква
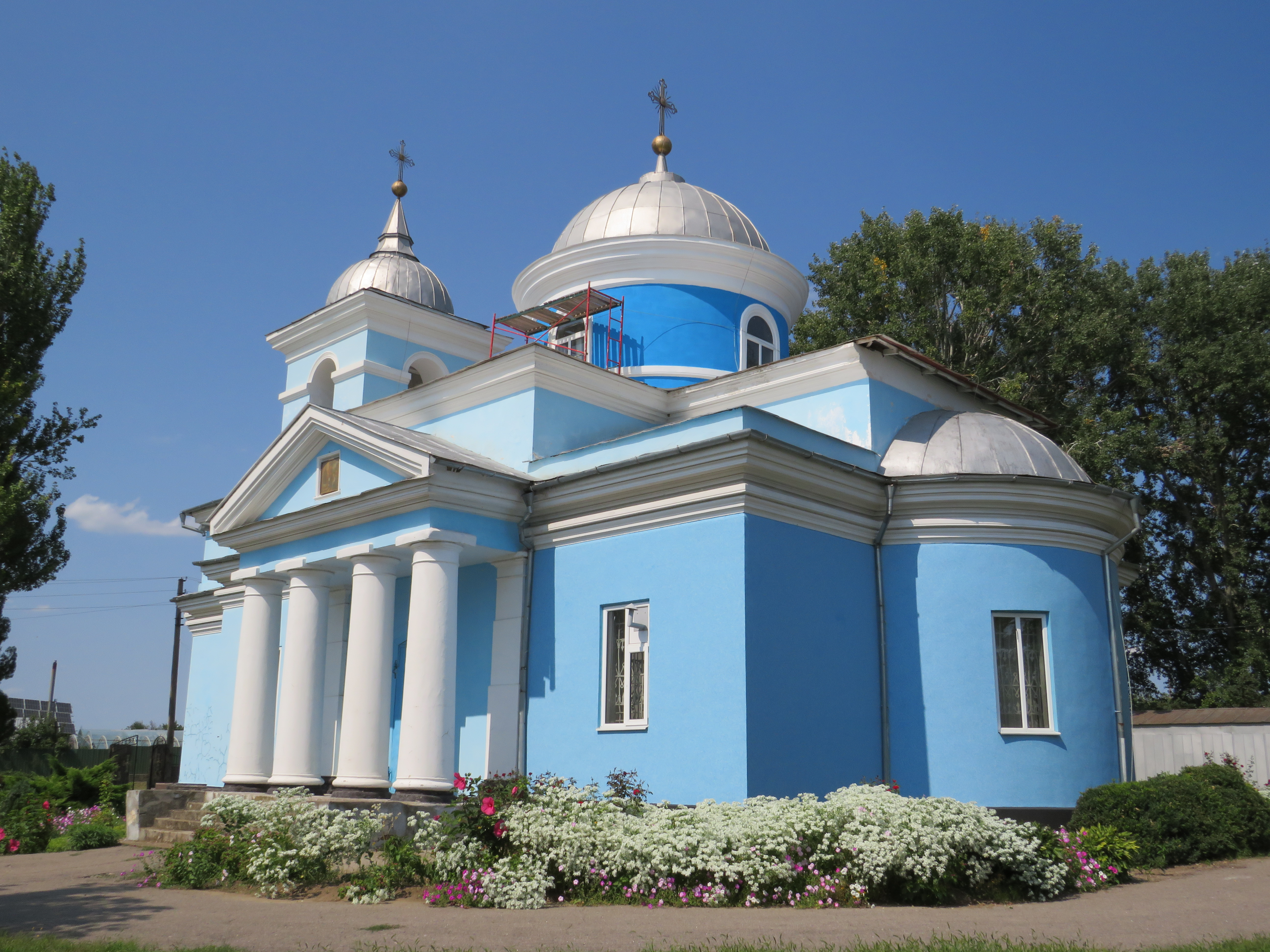
Церква Різдва Пресвятої Богородиці в Сулицькому
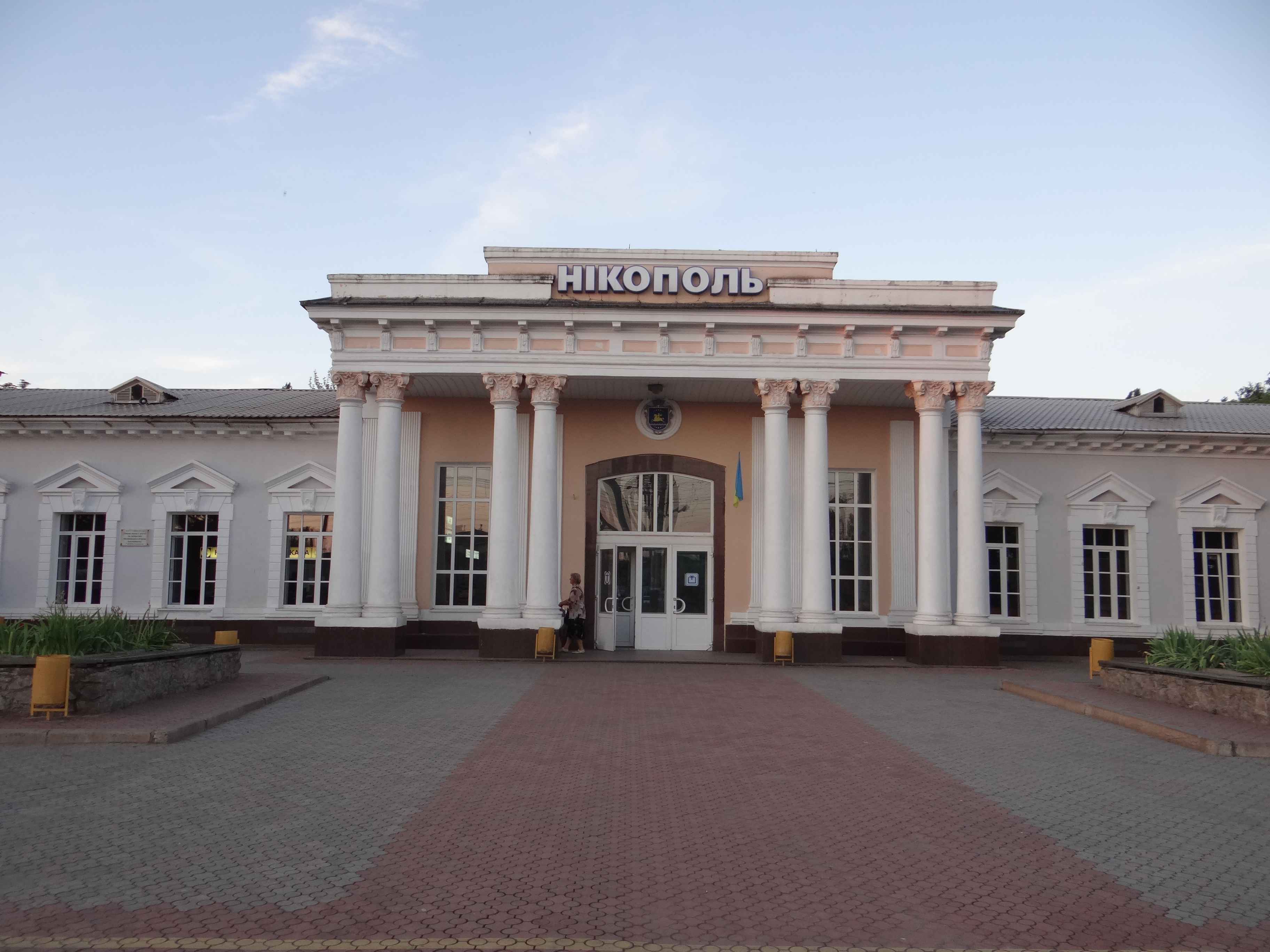
Залізничний вокзал

## Міста-побратими
- Зімніча, Румунія
- Котор, Чорногорія
- Ллойдмінстер, Канада
- Толідо, США
- Чіатура, Грузія
- Коллінг, Данія
- Перт, Велика Британія

## Галерея

Погруддя Тарасу ШевченкуПогруддя Тарасу Шевченку

## Відомі особи

Пам'ятник Віктору Усову на вулиці Прикордонників (демонтовано)

- Беляєв Андрій Левонтійович (1982—2021) — головний сержант Збройних Сил України, учасник російсько-української війни.
- Бережний Геннадій Анатолійович (1968—2014) — прапорщик Збройних сил України, учасник російсько-української війни.
- Берестенко Ігор Петрович (1990—2014) — старший солдат Збройних сил України, учасник російсько-української війни.
- Біжко Анатолій Вікторович (1995—2017) — старший солдат Збройних сил України, учасник російсько-української війни.
- Вакуленко Олександр Іванович (1967—2015) — майор Збройних сил України, учасник російсько-української війни.
- Гайдук Микола Миколайович (1974—2017) — старший солдат Збройних сил України, учасник російсько-української війни.
- Герасимов Віктор Володимирович — поет-пісняр, заслужений діяч мистецтв України.
- Ал Гудман (1890—1972) — диригент, автор пісень, композитор, музичний режисер, аранжійник та піаніст.
- Дальський Володимир Михайлович (1912—1998) — український радянський актор театру і кіно.
- Дідик Сергій Іванович — учасник Другої світової війни, громадський діяч, заслужений працівник культури УРСР (1966).
- Заєць Авакум Корнійович (1898—1986) — український священник, протоієрей, фундатор УАПЦ на Нікопольщині.
- Кондаурова Поліна Володимирівна (нар. 1988) — українська гімнастка (художня гімнастика), член національної збірної України в 2004—2008 роках, майстер спорту міжнародного класу, чемпіонка Всесвітньої Універсіади 2007, переможниця й призер міжнародних турнірів.
- Кузнецов Антон Олександрович (1987—2014) — солдат Збройних сил України, учасник російсько-української війни.
- Кулібаба Руслан Миколайович (1982—2014) — солдат Збройних сил України, учасник російсько-української війни.
- Логвиненко Василь Васильович (1978—2014) — солдат Збройних сил України, учасник російсько-української війни.
- Мішалов Володимир Дем'янович (*1959) — український медик, педагог, професор.
- Мульміна Анастасія Костянтинівна — українська гімнастка, чемпіонка Універсіади.
- Нещеретов Самсон Олександрович — підполковник ветеринарної служби Армії УНР[31].
- Остапенко Владислав Станіславович (1963—2015) — солдат Збройних сил України, учасник російсько-української війни.
- Остроушко Денис Валерійович (1989—2014) — солдат Збройних сил України, учасник російсько-української війни.
- Пузиков Олександр Юрійович (1986—2019) — старшина Збройних сил України, учасник російсько-української війни.
- Сова Сергій Олександрович (1986—2022) — український спортсмен, старший солдат Збройних Сил України, учасник російсько-української війни, який загинув під час російського вторгнення в Україну. Герой України (2022, посмертно).
- Ткаченко Володимир Васильович — службовець, заслужений машинобудівник України.
- Терно Валентин Семенович — лікар, письменник, києвознавець, педагог.
- Троценко Максим Миколайович (1985—2014) — солдат Збройних сил України, учасник російсько-української війни.
- Тулевітрів-Лисенко Василь (*1886 — точна дата невідома) — український поет, гуморист, драматург, фейлетоніст. Справжнє ім'я та прізвище — Василь Данилович Лисенко.
- Усов Віктор Михайлович (1916—1941) — Герой Радянського Союзу, лейтенант-прикордонник, начальник 3-ї прикордонної застави 86-го Августовського прикордонного загону Білоруського прикордонного округу військ НКВС СРСР.
- Фоменок Станіслав Федорович (*1941) — заслужений художник УРСР.
- Ціватий Вячеслав Григорович — ректор Дипломатичної академії України (2012—2017).
- Піскунов Олександр Володимирович (*1991) — український актор театру та кіно.
- Шалагіна Ольга (* 1983) — чемпіонка та призерка світу зі скелелазіння, переможниця етапів Кубку світу. Заслужений майстер спорту України.

### Почесні громадяни міста
- Ануфрієва Лідія Олексіївна — вчителька, визволитель м. Нікополя;
- Бабкін Владислав Станіславович (1997—2022) — старший солдат Збройних Сил України, учасник російсько-української війни, що загинув у ході російського вторгнення в Україну в 2022 році.
- Богуш Павло Михайлович — вчитель, історик-краєзнавець;
- Бредихін Володимир Дмитрович — Заслужений тренер з легкої атлетики. Виховав Антоніну Настобурко (срібний призер Кубка світу та Європи, бронзовий призер чемпіонату Європи в спринті), Олега Степаненка (півфіналіст Олімпіади 1968 з бігу на 110 м)[32], Григорія Тарана (рекордсмен світу з бігу на 3000 м з перешкодами)[33] та ін.;
- Величко Борис Федорович — Герой Соціалістичної Праці, директор НЗФ (1987—1995);
- Воловик Володимир Іванович — Заслужений тренер України;
- Ганчев Іван Дмитрович — двічі Герой Соціалістичної Праці, бригадир тресту «Нікопольбуд»;
- Гонтаренко Анатолій Федорович — Перший секретар міськкому партії у 1985—1990 рр.;
- Грязев Петро Іванович — Герой Соціалістичної Праці, працівник НПТЗ;
- Єрьомін Борис Миколайович (1913—2005) — Герой Радянського Союзу, генерал-лейтенант авіації, визволитель м. Нікополя;
- Зав'ялов Микола Іванович — Герой Радянського Союзу, генерал-майор, визволитель міста Нікополь;
- Зданович Гаврило Станіславович — Герой Радянського Союзу, генерал-майор, визволитель міста Нікополь;
- Ігнатенко Олексій Миколайович — голова правління ВАТ «Нікопольський завод трубопровідної арматури», Заслужений машинобудівник України;
- Костенко Ілля Іванович — Заслужений вчитель УРСР, визволитель м. Нікополя;
- Куценко Іван Степанович — Герой Соціалістичної Праці, старший майстер цеху № 2 НПТЗ;
- Лелюшенко Дмитро Данилович — Герой Радянського Союзу, генерал-лейтенант авіації, визволитель м. Нікополя[34];
- Майстренко Федір Михайлович — директор НПТЗ (1944—1947);
- Марущак Анатолій Якович — протоієрей, настоятель Спасо-Преображенського собору, духівник Криворізько-Нікопольської єпархії УПЦ;
- Надьожкін Герасим Мартим'янович — Герой Радянського Союзу, визволитель м. Нікополя;
- Поцелуєв Іван Миколайович — Герой Радянського Союзу, визволитель м. Нікополя;
- Савицьких Євген Якович — двічі Герой Радянського Союзу, Маршал авіації;
- Свечкарьов Олександр Іванович — Герой Радянського Союзу, визволитель м. Нікополя;
- Судець Володимир Олександрович — Герой Радянського Союзу, Маршал авіації, визволитель м. Нікополя;
- Таран Павло Андрійович — двічі Герой Радянського Союзу, генерал-лейтенант авіації;
- Тихонов Микола Олександрович — двічі Герой Соціалістичної Праці, депутат ВР СРСР по Нікопольському округу, голова Ради Міністрів СРСР у 1980—1985 рр.;
- Чуйков Василь Іванович — двічі Герой Радянського Союзу, Маршал Радянського Союзу, визволитель м. Нікополя;
- Шпуняков Сергій Павлович — Герой Радянського Союзу, полковник авіації у відставці, визволитель м. Нікополя.
- Продан Марк Дмитрович — художник, іконописець, письменник.